# Србија
Србија, званично Република Србија, држава је у средњој и југоисточној Европи. Већим делом захвата Балканско полуострво, а мањим Панонску низију. Граничи се на северу са Мађарском, на североистоку са Румунијом, на истоку са Бугарском, на југу са Северном Македонијом, на југозападу са Албанијом и Црном Гором, а на западу са Босном и Херцеговином и Хрватском. Броји око осам милиона становника. Главни и највећи град је Београд, који спада међу најстарије и највеће градове у југоисточној Европи. Званични језик је српски, а званична валута српски динар.
Након насељавања Срба на Балкан током 6. и 7. века, Срби су у раном средњем веку основали неколико држава. Средњовековна Србија је 1217. постала краљевина, а врхунац је достигла 1346. проглашењем царства. Након турске најезде, Српска деспотовина је опстала до 1459, када је пала под власт Османског царства. Крајем 17. и почетком 18. века, Хабзбуршка монархија је потиснула турску власт из Бачке, Срема и Баната, а привремено и из централне Србије. Почетком 19. века, Српска револуција успоставила је националну државу као прву уставну монархију у региону, која је 1878. стекла државну независност, а 1882. постала краљевина. Ослобођење Старе Србије остварено је 1912. Србија је, након катастрофалних људских и материјалних губитака у Првом светском рату и уједињења са бившом Хабзбуршком круновином Војводином (и другим територијама), постала суоснивач и саставни део заједничке државе са већином Јужних Словена првобитно у Краљевству Срба, Хрвата и Словенаца (касније преименованој у Краљевину Југославију), а затим у Социјалистичкој Федеративној Републици Југославији, Савезној Републици Југославији и Државној заједници Србији и Црној Гори. Године 2006, после одржаног референдума у Црној Гори, народи су се мирно разишли и Државна заједница је престала да постоји, а Србија је, на основу Уставне повеље, наставила државно-правни континуитет са Србијом и Црном Гором.
У саставу Србије су и две аутономне покрајине: Војводина и Косово и Метохија. Од НАТО бомбардовања Југославије, Косово и Метохија се налазе под протекторатом Уједињених нација. Привремене институције самоуправе на Косову и Метохији, где Албанци чине етничку већину, 17. фебруара 2008. једнострано и противправно (противно Уставу Србије из 2006. и Резолуцији Савета безбедности УН 1244) прогласиле су независност, коју Србија, многе друге државе и Уједињене нације не признају.
Србија је чланица Уједињених нација, Савета Европе, Организације за европску безбедност и сарадњу, Партнерства за мир, Организације за црноморску економску сарадњу, Централноевропског уговора о слободној трговини, Азијске банке инфраструктурних инвестиција, а приступа Светској трговинској организацији. Од 2014. преговара о приступању Европској унији. Србија се од 2007. формално придржава политике војне неутралности. Привреда Србије је са вишим средњим приходом, са доминантним услужним сектором, праћеним индустријским сектором и пољопривредом. Земља је високо рангирана на индексу хуманог развоја (62), индексу глобалне друштвене покретљивости (41), као и индексу глобалног мира (54).

## Етимологија
Према званичној историографији назив Србија се први пут помиње код Грка средином 10. века, и то најпре као Σερβλία (Сервлија, Серблија), а затим и Σερβια (Сервија, Сербија), што значи земља Срба. У истом веку, арапски путописац Масуди ову земљу назива Сарабин, а њене становнике Сараби. Међутим, пре овог, Срби су своју домовину једноставно називали Српске земље.
Етимологија титуларног народа Срба, је много више загонетнија. Сличан етноним се појављује код неких древних народа много векова пре Христа, али званична наука, у већини случајева, не налази њихову директну повезаност са словенским Србима. Постоје многе теорије о настанку имена Срби, а највероватније је да је оно изведено из старе словенске речи са кореном серб, што значи исто. Друге теорије корен речи проналазе у индоевропској речи сер- што значи: пазити, штитити, а из које је и изведеница у латинском servare: (о)чувати, стражарити, заштити, (п)осматрати.

## Географија

### Положај
Србија се налази на раскрсници путева између средње и јужне Европе, на Балканском полуострву и Панонској низији. Она лежи од 41° до 47° северне географске ширине и од 18° до 23° источне географске дужине. Држава обухвата 88.499 km² (са спорном територијом Косова и Метохије), што је поставља на 113. место у свету; без Косова, укупна површина је 77.474 km², што би је начинило 117. у свету.
Њена укупна дужина граница износи 2.027 km (са Албанијом 115 km, са Босном и Херцеговином 302 km, са Бугарском 318 km, са Хрватском 241 km, са Мађарском 151 km, са Македонијом 221 km, са Црном Гором 203 km и са Румунијом 476 km). Цела граница Косова са Албанијом (115 km), Македонијом (159 km) и Црном Гором (79 km) је под контролом граничне полиције Косова.
Србија третира 352 km дугу границу између Косова и остатка Србије као „административну линију”; она је под заједничком контролом граничне полиције Косова и српских полицијских снага, а има 11 прелаза.
Панонска низија покрива северну трећину земље (Војводину и Мачву), док се источни врх Србије простире у Влашкој низији. Рељеф централног дела земље, са центром у шумадијској регији, састоји се углавном од брда која садрже реке. Планине доминирају на јужној трећини Србије. Динарске планине се простиру на западу и на југозападу, пратећи токове Дрине и Ибра. Карпати и Балканске планине се протежу у правцу север-југ у источној Србији.
Старе планине у југоисточном делу земље припадају планинском венцу Родопа. Надморска висина се креће од врха Миџор, Старе планине, са 2.169 m (највиши врх у Србији, изузевши Косово) до најниже тачке од само 17 m у близини реке Дунав код Прахова. Највеће језеро је Ђердапско (163 km²), а најдужа река која пролази кроз Србију је Дунав (587,35 km).

### Рељеф
Северни део Републике заузима равница (види: Географија Војводине), а у јужним пределима су брежуљци и планине.
Постоји преко 30 планинских врхова изнад 2.000 m надморске висине, а највиши врх је Велика Рудока (на Шар-планини) са висином од 2.660 m. Планински рељеф Србије објашњава појаву многих кањона, клисура и пећина (Ресавска пећина, Церемошња, Рисовача). Најнижа тачка се налази на тромеђи са Румунијом и Бугарском, на ушћу Тимока у Дунав, на 28-36 m надморске висине. Делиблатска пешчара представља геоморфолошки и еколошко-биогеографски феномен не само Панонске низије, већ и читаве Европе. У њој је клима полустепска, налази се у јужном Банату и једно је од ретких прибежишта за многе специфичне врсте флоре и фауне, које у европским и светским размерама представљају природне реткости.
- Највиша тачка: Велика Рудока, Шар-планина (2.660 m)
- Најнижа тачка: Ушће Тимока у Дунав (28 m)
- Највеће језеро: Ђердапско језеро (163 km²)
- Најдужа река: Дунав (587,35 km)
- Највећи град: Београд (1.659.440 ст.)

#### Планине
Највећи део територије Србије заузимају планине, које чине планинску регију. Она се протеже од Панонског побрђа на северу до црногорске, албанске и македонске границе на југу. Од запада ка истоку протеже се од босанско-херцеговачке до бугарске границе.
Планине Србије се деле на:
- Родопске планине
- Карпатско-балканске планине
- Динарске планине
- Острвске планине

Највиши врхови Србије су:
| Врх           | Висина | Планина     |
| ------------- | ------ | ----------- |
| Велика Рудока | 2.660  | Шар-планина |
| Ђеравица      | 2.656  | Проклетије  |
| Црни врх      | 2.585  | Шар-планина |
| Гусам         | 2.539  | Проклетије  |
| Богдаш        | 2.533  | Проклетије  |
| Жути камен    | 2.522  | Проклетије  |
| Љуботен       | 2.498  | Шар-планина |
| Ветерник      | 2.461  | Копривник   |
| Црни крш      | 2.426  | Проклетије  |
| Хајла         | 2.403  | Хајла       |

Панонска низија представља веома значајну област Србије. Она заузима Војводину, северни, равничарски део Србије и уски појас јужно од реке Дунава и Саве.
Највећи део Панонске низије лежи испод 200 m надморске висине, а „равничарску идилу” ремете острвске планине, алувијалне равни, лесне заравни и пешчаре. Острвске планине представљају остатке спуштеног дела старе масе тј. унутрашњих Динарида. Протежу се од запада према истоку. Изграђене су од стена различите старости: палеозојских шкриљаца, мезозојског кречњака итд. Падине Фрушке горе и Вршачких планина изграђени су од органских неогених седимената и плеистоцених наслага леса.
Просторе данашњег Панонског басена некада је прекривао праокеан Тетис, чијим повлачењем је и настао Панонски басен. Повлачењем, Тетис је иза себе оставио веома плодно тло, па се због тога Панонски басен назива још и „Житницом Србије”. За просторе ове регије особена је црница (или чернозем), као врста земљишта. Међутим, јавља се и тзв. деградирани чернозем, као и плодно алувијално тло и гајњаче.
Привреда ове области је добро развијена и као велика привредна средишта јављају се Нови Сад, Суботица, Београд, Сомбор, Зрењанин, Кикинда, Сремска Митровица, Шабац, Смедерево и Пожаревац. Због веома плодног тла добро је развијена пољопривреда, а највише се гаје од воћа: шљиве, јабуке, крушке, ораси, трешње, вишње, кајсије, брескве; од поврћа: купус, пасуљ, парадајз и паприка; од житарица: кукуруз, пшеница, раж, јечам; од индустријских биљака: сунцокрет, шећерна репа, хмељ, мак. Најзначајнија пољопривредна производња је производња винове лозе и производња вина.

### Воде
Већи део Србије припада сливу Дунава (81.646 km² тј. 92,4%), који и сам протиче кроз северну Србију дужином од 588 km. Поред Дунава, пловне су још целим својим током кроз Србију реке: Сава (206 km), Тиса (168 km) и Бегеј (75 km), а делимично су пловне Велика Морава (3 km од 185 km) и Тамиш (3 km од 118 km). Остале велике реке, са дужином тока кроз Србију већом од 200 km, су: Западна Морава (308 km), Јужна Морава (295 km), Ибар (272 km), Дрина (220 km) и Тимок (202 km). Део југа Србије припада сливу река Бели Дрим у Метохији и Радика у Гори (4.771 km² тј. 5,4%) које теку ка Јадранском мору. Сливови река Пчиња, Лепенац и Драговиштица на југоистоку Србије припадају егејском сливу (1.944 km² тј. 2,2%). Поред река, у Србији је изграђен и читав низ вештачких канала, који служе за одбрану од поплава, наводњавање земљишта, пловидбу и друге намене. Њихова укупна дужина износи 939.2 km, од чега је за бродове, до 1000 t, пловно 385.9 km. Највећи систем канала се налази у равничарском делу земље и познат је под називом Канал Дунав—Тиса—Дунав, према називима река које повезује.
Већина језера у Србији је полигенетског порекла, а највеће међу њима је Ђердапско језеро, површине 178 km² (са румунским делом: 253 km²), које је по настанку вештачко-акумулационо језеро, направљено преграђивањем Дунава. Друга већа вештачка језера у Србији, са површином већом од 10 km², су: Власинско језеро (на реци Власини, 16 km²), Перућац (на реци Дрини, 12,4 km²) и језеро Газиводе (на реци Ибру, површине 11,9 km²). Највећа природна језера су Палићко језеро површине 5,6 km² и Бело језеро површине 4,8 km², која се налазе у Војводини. На високим планинама југа Србије, јављају се глацијална језера, попут Ђеравичког на Проклетијама или језера на Шар-планини, док се на крајњем северу јављају, иначе ретка, еолска језера, Палићко (5.6 km²) и Лудошко. Поред њих, у Србији данас постоје још две групе природних језера и то су: крашка (Жагубичко врело) и речна језера (Русанда, Царска бара), док су тектонска језера, која су постојала у прошлости, током времена нестала. У неким пећинама Србије, јављају се подземна тј. пећинска језера, каква су на пример, језера у Раваничкој пећини.
Највиши водопад у Србији је Копрен на Старој планини североисточно од Пирота. Висок је 103,5 m и састоји се од неколико каскада, са просечним падом од 56,4 степена. Други по висини је Јеловарник (71 m) на Копаонику, који сачињавају три узастопне каскаде, а трећи је Пиљски на Старој планини (64 метра). Највећи и најдужи кањон Србије и Европе је Ђердап на Дунаву, док је највеће речно острво Србије Острово у Дунаву код Костолца, површине 60 km².

### Клима
Србија се налази на копненој маси Балканског полуострва која је окружена топлим морима (јадранским, егејским и црним) док се на северу наслања на европски континент. Додатни важан фактор који одређује климу Србије је рељеф. Грубо се може рећи да у Србији влада континентална клима на северу, умереноконтинентална на југу, и планинска клима на високим планинама. Зиме у Србији су кратке, хладне и снежне, док су лета топла. Најхладнији месец је јануар, док је најтоплији јул. Најнижа температура забележена у Србији је —39,5 °C (13. јануара 1985. у насељу Карајукића Бунари на Пештеру), а највиша 44,9 °C (24. јула 2007. у Смедеревској Паланци). Просечна годишња температура у Србији је: 10,9 °C (предели испод 300 m надморске висине), 10 °C (300—500 m), 6 °C (1000—1500 m), 3 °C (изнад 1500 m). Просечна годишња количина падавина је 896 mm. Највише кише има у јуну и мају, док су најсувљи фебруар и октобар.
Најзначајнији ветрови Србије су:
- кошава (хладан и сув ветар карактеристичан за север Србије)
- северац (хладан и сув северни ветар)
- моравац (хладан и сув; долази са севера и дува долином Мораве)
- јужни ветар (топао и сув; дува са југа долином Мораве)
- југозападни ветар (топао и влажан; долази са Јадрана и допире до Западне Србије)

### Флора и фауна
Биогеографски, на територији Србије налазе се две зоналне вегетације (односно, два биома) — већи део површине припада биому широколисних и мешовитих шума умерених предела, док предели изнад горње шумске границе припадају биому тундри (алпијске тундре). У оквиру шумског биома присутна су четири екорегиона: балканске мешовите шуме (заузимају највећи део територије јужно од Саве и Дунава), панонске мешовите шуме (заузимају Панонску низију са ободним пределима), динарске мешовите шуме (мала површина у југозападном делу Србије) и родопске планинске мешовите шуме (мала површина у југоисточном делу Србије). У оквиру биома тундри развијена је високопланинска зељаста вегетација алпијских ливада и камењара. Поред зоналне вегетације, заступљени су и други вегетацијски облици, у зависности од локалних услова, нпр. низијске ливаде, тресаве, степски фрагменти. Панчићева оморика је ендемит подручја Подриња, западне Србије и источне Српске (околина Вишеграда). Име је добила по српском ботаничару Јосифу Панчићу који ју је открио на планини Тари 1875. године, код села Заовине и Растишта. Панчићева оморика је танко, витко, до 50 m високо четинарско дрво.
Фауна Србије је доста разноврсна, што значи да је велики број животињских врста које су регистроване на територији Европе присутно и у Србији. По прецизном попису — чак 43,3%. Подаци кажу да се у водама и око њих налази 110 врста риба и 20 врста водоземаца, да на територији Србије живи најмање 45 врста гмизаваца, око 260 врста птица гнездарица и 94 врсте сисара. Најчешће врсте дивљачи на које се може наићи у Србији су европски јелен, јелен лопатар, срна, дивокоза, муфлон, дивља свиња, медвед, куна златица, куна белица, јазавац, веверица, обични пух, зец, ласица, вук, обични рис, шакал, риђа лисица , ракунолики пас и твор. Остале животињске врсте које настањују Србију су јежеви, гуштери, змије, као и разни инсекти попут лептира.
Србију насељавају и следеће врсте дивљих птица: врабац, славуј, кос, дрозд, сива чапља, дивља гуска, дивља патка кржуља, дивља патка риђоглава, јастреб кокошар, лештарка, јаребица камењарка, пољска јаребица, препелица, фазан, лиска црна, шумска шљука, голуб гривнаш, голуб пећинар, голуб дупљаш, гугутка, грлица, сојка (креја), гачац, сива врана и сврака.
Многи канали, природна и вештачка језера одличан су потенцијал за разноврсност рибљег фонда. У најчистијим водама могу се пронаћи поточни и речни ракови, а уобичајено се на различитим локацијама пеца кечига, шаран, поточна и језерска пастрмка, смуђ, штука и велики број врста беле рибе.

#### Шуме
Према стању из 2023. године, укупна површина шума у Србији износи 40 одсто територије земље.
Некада је Шумадија са разлогом носила то име, због густих и непроходних шума које су се у њој налазиле. Ретко ко би разумео жалбе путника из прве половине 19. века да су се са великим потешкоћама пробијали кроз изузетно густе и непроходне шуме Кнежевине Србије.
Србија има 2.000.000 хектара шума и оне годишње произведу око 8.000.000 тона кисеоника. У Србији се годишње сагори 4.000.000 тона огревног дрвета, што значи да је допринос Србије светском билансу угљен-диоксида око 6.000.000 тона годишње.
На Балкану има много различитих врста шума. Ако се зна да на овим просторима живи око 50 различитих врста високог дрвећа, и да готово свака та врста на одређеним местима изграђује своју шуму, може се замислити колико су разноврсни шумски екосистеми.
Веће шуме у Србији: Кошутњак, Молинска шума, Шалиначки луг, Липовичка шума, Валмиште, Бојчинска шума и друге.

### Национални паркови
У Републици Србији постоје два национална парка у процесу заштите, Стара планина и Кучај-Бељаница, као и пет националних паркова:
| Име                         | Основан | Површина () | Мапа                                                                      | Слика |
| --------------------------- | ------- | ----------- | ------------------------------------------------------------------------- | ----- |
| Национални парк Ђердап      | 1974.   | 63.786      | Национални парк Ђердап на карти Србије · Национални парк Ђердап           |       |
| Национални парк Копаоник    | 1981.   | 11.969      | Национални парк Копаоник на карти Србије · Национални парк Копаоник       |       |
| Национални парк Тара        | 1981.   | 24.992      | Национални парк Тара на карти Србије · Национални парк Тара               |       |
| Национални парк Шар-планина | 1986.   | 22.805      | Национални парк Шар-планина на карти Србије · Национални парк Шар-планина |       |
| Национални парк Фрушка гора | 1960.   | 26.672      | Национални парк Фрушка гора на карти Србије · Национални парк Фрушка гора |       |

### Резервати природе
У Србији на дан 27.12.2024. постојало је 475 законом заштићених резервата и природних добара које заузимају укупно 826877 ha (9,34% територије земље), највише специјалних и строгих, а значајан део односи се и на научно-истраживачке и опште. Резерват природе може бити строги или специјални. Строги резервати су намењени искључиво очувању природног фонда и научно-истраживачком раду и посматрању. Специјални резервати имају неизмењени и добро очуван екосистем у којем је човеков утицај сведен на минимум, а на основу намене могу се издвојити хидролошки, орнитолошки, геолошки, ихтиолошки, палеонтолошки и др.
Специјални резервати природе
- Багремара
- Брзанско Моравиште
- Горње Подунавље
- Гоч
- Делиблатска пешчара
- Засавица
- Јелашничка клисура
- Јерма
- Карађорђево
- Клисура реке Трешњице
- Ковиљско-петроварадински рит
- Краљевац
- Лудошко језеро
- Обедска бара
- Окањ бара
- Пашњаци велике дропље
- Селевењске пустаре
- Слано Копово
- Царска бара
- Сува планина
- Тителски брег
- Увац

## Историја

### Праисторија
Најстарији трагови људског постојања, на тлу данашње Републике Србије, датирају из времена последњег глацијала, око 40.000. године пре н. е. Најзначајнији локалитети из овог периода су пећине код села Градац, испод Јерининог брда недалеко од Крагујевца и Рисовача на Венчацу код Аранђеловца.
Крајем леденог доба, током холоцена, велике промене климе, али и флоре и фауне, довеле су до стварања људских заједница које ће створити једну од најкомплекснијих праисторијских култура, културу Лепенског Вира. Карактеришу је насеобине грађене по утврђеном обрасцу, са сахрањивањем унутар њих и карактеристичним кућама трапезасте основе, усавршена израда алата и оружја, а сматра се да је у њој постојала друштвена хијерархија и приватно власништво, као и развијена религија (са култним местима и сакралним објектима) и уметност (јављају се прве скулптуре риболиких људи, риба и јелена). Топлија клима, довела је до стварања нове културе у Подунављу, која се по локалитету Старчево код Панчева, назива Старчевачком културом, а простирала се на простору од Босне до Македоније током 5. миленијума пре н. е. Њене куће користе дрво као арматуру и блато и плеву као грађу, док им је основа квадратно-трапезаста.
Старчевачку културу заменила је у средњем неолиту Винчанска култура, која је свој назив добила по локалитету Винча — Бело брдо, недалеко од Београда на обали Дунава и представља технолошки најнапреднију праисторијску културу на свету. Њени локалитети из позног неолита Плочник код истоименог села поред Прокупља односно Беловоде и Белолице код Петровца, на основу пронађених бакарних налаза, представљају најстарије европске центре металургије, што помера почетке металног доба у још даљу прошлост. Куће Винчанске културе су грађене од истих материјала и истих су облика, као оне из Старчевачке културе, али су за разлику од њих, масивније са две просторије и огњиштима, док су у позном периоду биле поређане у редове са својеврсним улицама између њих, па би се њихова насеља могла сматрати урбаним. Поред земљорадње и сточарства као основних занимања, људи у овом периоду су се бавили и ловом, риболовом и сакупљањем плодова, затим прављењем грнчарије, алатки од камена, али и плетењем асура од лике и трске, па чак и прерадом вуне. Грнчарију карактерише заобљеност, док антропоморфне и зооморфне фигурине (Винчанска дама, Видовданка, Хајд ваза, Богиња на трону), као и просопоморфни поклопци и жртвеници представљају изузетне уметничке домете ове културе. Посебну одлику Винчанске културе представљају урезани знаци, познати као винчанско писмо, о чијој функцији има много претпоставки (ознаке власништва, кауције, пиктограми или сликовно писмо, фонетско писмо...).
Културе бронзаног доба, почињу да се јављају на тлу Србије око 1900. године пре н. е. и то на подручју Баната (моришка), Срема (винковачка), северозападне Србије (Белотић-Бела Црква) и јужног Поморавља (Бубањ-Хум III-Слатина). Њихов мирни живот је поремећен око 1425. п. н. е., када са севера надире нова култура (култура гробних хумки) са бронзаним оружјем (мачеви, секире, бодежи), што доводи до покретања народа, која су допрла и до Египта. Између 1200. и 1000. п. н. е., на простору Косова, Поморавља, Бачке и Баната, постоје људске заједнице које имају иста насеља, посуђе, облик сахрањивања, баве се узгајањем јечма и пшенице, узгајају говеда, свиње и коње, а ређе козе и овце. Крајем другог и почетком првог миленијума пре н. е. (период од 1125. до 750. п. н. е.), долази до настанка гвозденог доба и формирања првих етничких заједница на Балканском полуострву (Дарданаца, Трибала, Илира и Трачана).
За гвоздено доба је везан и долазак Трако-кимераца око 725. п. н. е. из Кавкаско-понтских предела, који са собом доносе своје гвоздено оружје и накит. Током наредна два века долази до формирања етничког разграничења међу племенима на Балкану, почиње да се развија размена добара (о чему сведоче луксузни хеленски предмети пронађени на овом простору), а археолошка истраживања указују и на процесе хеленизације Трибала и Дарданаца, док се из историјских извора зна да су између 300. и 100. п. н. е. водили ратове са македонским краљевима.
Млађе гвоздено доба карактерише појава Келта, који се 335. п. н. е. састају са Александром Македонским на Дунаву, да би након његове смрти прешли Саву и Дунав и отпочели нападе на цело полуострво, све до пораза код Делфа, 279. п. н. е. Они се након тога повлаче са тла данашње Грчке и успевају да покоре Трибале и део Аутаријата, са којима формирају моћно племе Скордиска, који на тлу данашње Карабурме подижу свој град Сингидунум, који се сматра претечом престонице модерне Србије, Београда.

### Стари век
Ширење Римљана на Балканско полуострво, отпочело је крајем 3. века пре н. е, сукобима са Илирима предвођеним краљицом Теутом. Током илирско-римских и македонско-римских ратова, Римљани су покорили Илире и Античке Македонце. Након тога, започиње њихов продор Панонској низији и ратови против Дарданаца и Скордиска. Почетком нове ере, гушењем Батоновог устанка, целокупно Балканско полуострво се нашло под римском влашћу. Већи део данашње Србије, ушао је у састав провинције Горња Мезија, док су мањи делови ушли у састав провинција Паноније, Далмације и Дакије. На овом простору су биле стално стациониране две римске легије IV Flavia (у Сингидунуму, данашњем Београду) и VII Claudia (у Виминацијуму код данашњег Костолца на Дунаву). Подигнут је читав низ градова који су били повезани системом путева који су омогућавали лаку комуникацију између делова Римског царства, које је за владавине цара Трајана, након дачких ратова, било на свом територијалном врхунцу.
Упади варварских племена из средње Европе и повлачење Римљана из Дакије, током Аурелијанове владавине, довели су подизања низа римских каструма дуж десне обале Дунава, који су формирали Дунавски лимес. Један од његових наследника, Диоклецијан увео је тетрархију као облик владавине и извршио реформу унутрашње организације Римског царства, чиме је Сирмијум постао једна од престоница државе. Варварски напади на Дунавску границу су се наставили, а једну од прекретница чини продор Гота 378. године, након чега почиње и трајно насељавање варвара на тлу Римског царства. Цар Теодосије I је 395. године поделио Римско царство на два дела, при чему већи део данашње Србије улази у састав Источног римског царства, док су мањи делови (северозападни део Србије) припали Западном римском царству.

### Средњи век
Средином 5. века, Хуни предвођени Атилом стварају моћну државу, која пропада након његове смрти 453. године, а на тлу данашње Србије своје државе стварају Гепиди и Источни Готи. Пљачкашким упадима на територију Источног римског царства, придружују се у првим десетлећима 6. века и Словени, понекад као самостални нападачи, а понекад удружени са другим варварским народима. Средином истог века на Балканско полуострво стижу Авари, који, предвођени каганом Бајаном, током наредних пола века шире своју власт и утицај на околне Словене, уз чију помоћ нападају и пљачкају византијске територије, а 582. године заузимају и сам Сирмијум.
Крајем века су Словени толико ојачали да се већ 584. године помиње њихово трајно насељавање на просторима јужно од Саве и Дунава, а две године касније и њихов напад на Солун, у коме су коришћене и опсадне справе.
Прекретницу у словенском насељавању, представља долазак на власт цара Ираклија на власт 610. године. Он процењује да рат са Персијом на источним границама царства, представља далеко већи проблем и по ступању на престо повлачи све преостале снаге са дунавске границе и пребацује их на исток, чиме је отворен пут за трајно и неометано насељавање Словена, који ће у наредним деценијама, преплавити цело Балканско полуострво. После неуспешне словенске опсаде Солуна 611. године и комбиноване опсаде Цариграда 626. године, на простор Балкана и данашње Србије досељавају се Срби. Према речима византијског цара Константина Порфирогенита (913—959), они су се, уз Ираклијеву дозволу, населили на просторима између река Цетине и Врбаса на западу, Бојане, Ибра и Мораве на истоку, Дунава и Саве на Северу и Јадранског мора на југу. Он такође наводи да су дошли из Бојке односно Беле или Некрштене Србије у којој су власт од оца наследила два брата. Они су поделили народ, тако да је један остао на челу Срба у Белој Србији, док је други са делом народа кренуо у сеобу ка југу. Сигурно је у периоду од 629. до 632. године било насељавање Срба на Балкан. Прво их је Ираклије населио на области западно од Солуна, код града Сервија, највероватније да би Срби бранили Солун од других Словена, што им се није свидело, тако да су одлучили да се врате у своју Белу Србију. Прешли су Дунав, али када су увидели да су Авари поново ојачали, затражили су преко стратега Сингидунума нове територије, тако да им је Ираклије доделио Далмацију.
Пола века касније, тачније 680. године, на Балкан долази народ турског порекла Прабугари, који се насељавају источно од Срба, међу Словенима на подручју некадашње Тракије. Током наредних векова, они ће се стопити са околном словенском масом и изгубити свој језик и обичаје, али ће јој наметнути своје име Бугари. Њихова држава обухватиће источну Србију са Моравском долином, Београдом и Сремом. Варварска најезда је уништила старе римске градове и уређење, тако да пар наредних векова карактерише потпуно одсуство било каквих података о збивањима у унутрашњости Балканског полуострва.
Кнеза који је предводио Србе у сеоби на Балкан, наследио је после смрти његов син, тако да је власт, током векова, остала у истој породици, а први кнез чије име је забележено, био је Вишеслав, за кога се претпоставља да је владао крајем 8. века. Његов унук Властимир, који је владао у првој половини 9. века, сматра се утемељивачем српске државе у средњем веку. Србија се током његове владавине нашла на удару суседних Бугара предвођених каном Пресијамом (832—852), који су у трогодишњем рату доживели потпун пораз, изгубивши при томе и већи део војске. После његове смрти, око 851. године, Бугари су поново напали Србију, али су његови синови Мутимир (851—891), Стројимир и Гојник поново потукли Бугаре. Током борби је заробљен и најстарији син кана Бориса (852—889) Владимир (889—893) са дванаест угледних бојара. Након тога је закључен мир и пријатељство између Срба и Бугара, а заробљеници су ослобођени и отпраћени до границе у Расу. Касније је међу Властимировим синовима дошло до борбе око власти, у којој је победио најстарији Мутимир, који је заробио млађу браћу и послао их у Бугарску као заробљенике. Током његове владавине је владарска породица примила хришћанство, а папа Јован VIII (872—882) је затражио од њега 873. године да се, након успеха моравско-панонске мисије, подложи Методију, као словенском епископу, са седиштем у Сирмијуму. После његове смрти 891. године, Србију су поново захватили сукоби око власти из којих је као победник изашао Мутимиров братанац Петар (892—917). Он је као кум кнеза Бугарске и тада најмоћнијег владара на Балкану Симеона Великог (кнез 893—913, цар 913—927), био у могућности да скоро две деценије влада Србијом у миру. Његову владавину је окончао сам Симеон, који је од захумског кнеза Михајла добио извештаје о Петровим контактима са његовим противницима Византинцима, након чега је Петра на превару заробио, а за новог кнеза Србије поставио Мутимировог унука Павла (917—923).
Њега су, пар година касније, покушали да збаце са власти Византинци, помоћу његовог брата од стрица Захарија, али је он заробљен и послат у Бугарску. Јачање Бугарске под Симеоном је приморало Павла, да пређе на страну Византије, након чега је бугарски цар против њега послао 923. године Захарију, који га је збацио са власти. Међутим, сам Захарија је врло брзо прешао на страну Византије, због чега Симеон бива приморан да пошаље своју војску против њега. Бугарска војска је потучена, а главе и оружје двојице бугарских војвода су послати у Константинопољ као ратни трофеји. Бугарски цар је након тога послао на Србију нову војску, са којом је послат и Властимиров праунук Часлав (931— око 960), који је требало да буде постављен за новог кнеза. Пред новом бугарском војском, Захарија је побегао у Хрватску, док су Бугари позвали српске жупане да дођу и потчине се новом кнезу. Уместо постављања новог кнеза, српски жупани су заробљени, а цела Србија је опљачкана и припојена Бугарској. Након Симеонове смрти 927. године, Часлав је побегао из Бугарске и уз византијску помоћ, обновио Србију у којој су највећи градови били: Достиника (прва престоница Србије), Чернавуск, Међуречје, Дрежник, Лесник и Салинес, док су у области Босне, која се тада налазила у саставу Србије, били градови Котор и Дресник. Средином 10. века, северне границе Србије почели су да угрожавају Мађари, са којима је Часлав водио борбе, у којима је, према народној традицији сачуваној у „Летопису Попа Дукљанина”, погинуо тако што је заробљен и у оковима бачен у Саву са својом пратњом. Његовом смрћу се гаси прва српска владарска династија која је владала Србима од доласка на Балкан до средине 10. века.
Неколико десетлећа касније 971. године Бугарска држава пропада и улази у састав Византије. Окрутна византијска управа на деловима Балкана насељеним Словенима, довела је 976. године до побуне у Македонији на чијем су се челу нашли синови кнеза Николе. Устанак се брзо проширио, а на његовом челу се, услед погибије остале браће, нашао Самуило. После продора у Грчку, до Коринта и Пелопонеза, он, око 998. године, покреће поход ка западним деловима Балкана и до 989. године осваја већи део данашње Србије и околних српских кнежевина. Почетком 11. века, Византија предвођена царем Василијем II почиње да потискује устанике и после велике победе у бици на Беласици 1014. године, Самуило умире од срчаног удара, а његова држава се практично распала услед династичких борби око власти. Већ 1018. године, удовица последњег цара се са породицом предала Василију, али су поједине Самуилове војсковође наставиле да пружају отпор. Последњи од њих био је Сермон који је владао Сремом. Њега је на превару убио византијски заповедник Београда 1019. године, чиме је и последњи остатак Самуилове државе покорен.
Византијска управа на просторима насељеним словенским становништвом је после слома Самуиловог устанка, започела процес хеленизације становништва и увођење плаћања пореза у новцу, уместо, као до тада, у натури. Ове промене су, уз повећање пореза услед кризе у самој Византији, довели до подизања две нове словенске побуне. Прво је у лето 1040. године у Поморављу избио устанак на чијем се челу нашао, наводни Самуилов унук, Петар Дељан, који је у Београду проглашен за цара. Иако се устанак брзо проширио на простор данашње Србије, Македоније и северне Грчке, он је већ 1041. године угушен. Три десетлећа касније, 1072. године долази до новог устанка под вођством Ђорђа Војтеха, а устаници за цара у Призрену проглашавају дукљанског принца Константина Бодина. Под његовим вођством они освајају Ниш, али крајем године бивају потучени код Пауна на Косову, чиме је устанак угушен.
Почетком наредне деценије, Бодин је, као краљ Зете, заузео Рашку у којој је за владаре поставио жупане Вукана (око 1083—1112) и Марка, а потом и Босну у којој је поставио кнеза Стефана. Борбе са Византијом од 1091. године води искључиво рашки жупан Вукан који из Звечана више пута продире на Косово спаљујући Липљан, а касније стиже и до Врања, Скопља и Полога. На власти га смењује његов братанац Урош I који улази у савез са Мађарима у борбама са Византијом. Његова ћерка Јелена постаје жена будућег краља Угарске Беле II, а његов син Белош краљевски палатин. Мађари ће током целог 12. века ратовати са Византијом, прво око Срема и Београда, а затим и око Моравске долине, а рашки жупани ће у готово сваком од тих ратова учествовати као угарски савезници. Они успевају да, на кратко, освоје Београд, а касније и Ниш, али их Византинци, предвођени моћним царем Манојлом I потискују, тако да се сви сукоби окончавају без значајнијих територијалних проширења. Истовремено Рашку потресају и унутрашњи сукоби око власти између Урошевих синова Уроша II и Десе у коме учешће узима и сам Манојло. Византијски цар на крају поставља за новог великог жупана Тихомира, сина велможе Завиде.

#### Раздобље Немањића
Против великог жупана Тихомира ће се, 1166. или 1168. године, побунити његов најмлађи брат Стефан Немања који ће потиснути старију браћу из земље, а касније ће код Пантина на Косову потући византијску војску предвођену његовом браћом, која га након тога признају за владара. Немања ће током наредна три десетлећа водити успешне ратове против Византије у којима ће значајно проширити своју државу. Припаја јој Неретљанску област, Захумље, Травунију, Приморје, делове Косова, Метохије, а на кратко осваја и Ниш у коме се састаје са светим римским царем и вођом крсташа III крсташког похода Фридрихом Барбаросом, коме предлаже савез против Византије. На престолу га, у договору са византијским царем, наслеђује средњи син Стефан, који почетком своје владавине бива потиснут од старијег брата Вукана, али на крају успева да се одржи на власти. Користећи се политичком ситуацијом на Балкану насталом после крсташког заузећа Цариграда 1204. године, он је наставио ширење своје државе (осваја Призрен, Врање и Ниш), коју 4. јануара 1217. године уздиже на ранг краљевине, добивши од папе Хонорија III краљевски венац. Две године касније, његов млађи брат Сава је од васељенског патријарха у Никеји издејствовао уздизање рашке епархије на ниво архиепископије чији је постао први архиепископ, чиме је српска црква стекла аутокефалност и ударени су темељи данашњој Српској православној цркви.
Стефана наслеђују синови Радослав (1223—1234) и Владислав (1234—1242) који владају под утицајем својих моћних тастова епирског деспота и бугарског цара, после којих на власт долази најмлађи син Урош I (1242—1276). Иако није успео да прошири границе своје државе, Урош је успео да економски ојача државу тако што је из Трансилваније довео рударе Сасе, чиме је започела експлоатација рудника у Србији, што ће његовим наследницима пружити финансијску основу за даља освајања. Био је ожењен Јеленом Анжујском која је играла значајну улогу у тадашњој Србији, а сликарство његове задужбине Сопоћана спада у сам врх европске средњовековне уметности. Њега је са власти, услед неуспешних ратова и незадовољства у земљи, збацио 1276. године старији син Драгутин (краљ Србије 1276—1282, краљ Срема 1282—1316), који ће, свега неколико година касније 1282. године, препустити власт млађем сину Милутину (1282—1321), који спада у ред најзначајнијих српских владара. Током неколико наредних година, Милутин ће проширити Србију ка југу, освајајући већи део данашње Северне Македоније са Скопљем које му постаје престоница и северне делове Албаније, а на кратко ће држати и сам Драч. Касније ће освојити Браничево, које предаје Драгутину, коме је угарски краљ и његов таст доделио на управу Мачву са Београдом и северну Босну. Сам Милутин 1299. године закључује мир са Византијом, према коме му цар Андроник II (1282—1328) признаје освајања и даје за жену петогодишњу ћерку Симониду.
Почетак 14. века обележава грађански рат између браће око права наслеђивања престола који се окончава поновним прихватањем Дежевског споразума, којим је Драгутин 1282. године предао власт Милутину и према коме га наслеђује Драгутинов син. Милутина је са власти 1314. године покушао да збаци син Стефан (1322—1331), који је ухваћен и по његовом наређењу ослепљен, после чега је послат у изгнанство у Цариград. Након Драгутинове смрти 1316. године он заробљава његовог сина и наследника Владислава и заузима његову државу, после чега води трогодишњи рат са краљем Угарске Карлом Робертом (1310—1342) у коме губи Београд, али задржава Мачву и Браничево. После његове смрти 1321. године, државу захвата грађански рат између његових синова Константина и Стефана, у који се након Константинове погибије укључује Владислав, али Стефан и њега побеђује. Он наставља да шири своју државу ка југу на рачун, Византије, али не успева да поврати приморје од Цетине до Дубровника које се након Милутинове смрти отцепило, након чега га осваја бан Босне Стефан II Котроманић (1322—1353). Против њега је створен савез Византије и Бугарске, који је Стефан уништио, потукавши до ногу Бугаре у бици код Велбужда 1330. године. Само годину дана касније, његов син Душан (краљ 1331—1346, цар 1346—1355) користи незадовољство властеле и у Неродимљу заробљава оца, који исте године умире у као затвореник у Звечану, а Душан постаје нови краљ.
Године 1217, током владавине Стефана Првовенчаног, Србија постаје независна краљевина, а 1346. године достиже врхунац моћи као царство Стефана Душана, који се прогласио за „цара Срба и Грка”.

#### После Немањића
Српске снаге предвођено кнезом Лазаром Хребељановићем  сукобиле су се са Османским царством 1389. године у бици на Косову пољу. У бици су и Лазар и његов противник Мурат I изгубили животе, што је био први и једини случај да османски султан страда у току битке. Обе стране су претрпеле велике губитке.
Стефан Лазаревић као османски вазал је предводио српске помоћне одреде у бици код Ангоре. После битке код Ангоре је од Византинаца у Цариграду добио звање деспота 1402. године чиме Србија постаје деспотовина. У време његове владавине у Србији се развија Ресавска школа средњовековне књижевности.
Турци су коначно загосподарили Србијом после пада Смедерева 1459. године, за време владавине познатог османског султана Мехмеда II.
Срби су на подручју данашње Војводине присутни од средњег века под влашћу Угарске. У 15. и 16. веку су на подручју Срема, Баната и Бачке поседе имали српски деспоти. У 16. веку су Срби на подручју данашње Војводине формирали две краткотрајне државне творевине, првом од њих је владао самозвани цар Јован Ненад, а другом војвода Радослав Челник.

### Османска владавина
Делови територије данашње Србије су били у саставу Османског царства у периоду од 15. до почетка 20. века. У састав Османског царства су најпре, почетком 15. века, укључени југоисточни делови данашње Србије (околина Ниша), затим, средином 15. века (1459. године), цело подручје Српске деспотовине, и коначно, између 1521. и 1552. године и цело подручје данашње Војводине.
Срби у Банату су 1594. године подигли велики устанак против османске власти, који се завршио поразом.
Од краја 17. века, у северним деловима данашње Србије (Бачка, западни Срем) османску ће власт заменити хабзбуршка, која ће се између 1718. и 1739. године проширити и на друге делове територије данашње Србије (источни Срем, Банат, Мачву, Шумадију, Браничево, Тимочку Крајину). После 1739. године, граница османског и хабзбуршког домена се налази на Сави и Дунаву.
Србија ће своју државност почети да обнавља у 19. веку, након Првог (1804. године) и Другог српског устанка (1815. године), најпре у виду вазалне кнежевине, да би потпуну независност стекла 1878. године. Неки јужни и западни делови данашње Србије остаће под османском влашћу све до 1912. године. Период османске управе трајао је различито у деловима данашње Србије; најкраће су под турском влашћу били неки делови Војводине (око 150 година), а најдуже неки делови јужне Србије (око 5 векова).

### Модерна Србија

#### Српска револуција
Србија је своју борбу за независност почела током Српске револуције, а та борба је трајала неколико десетлећа.
Ђорђе Петровић, познатији као Карађорђе, је умакао Сечи кнезова и са шумадијским првацима је фебруара 1804. године организовао збор у селу Орашац, на ком је одлучено да се подигне буна. На овом збору Карађорђе је изабран за „вожда”. Буна је почела паљењем турских ханова по Шумадији и протеривањем Турака из ханова и села у утврђене градове. Да би смирио ситуацију у Београдском пашалуку, турски султан је јула 1804. године послао босанског везира Бећир-пашу. Карађорђе је као први услов за успостављање мира тражио ликвидацију дахија, које је Миленко Стојковић у ноћ између 5. и 6. августа, по Карађорђевом наређењу и уз сагласност Бећир-паше, погубио на острву Ада Кале.
Међутим, ово није смирило ситуацију у пашалуку. Султан је 1805. године послао у Београд за везира Хафис-пашу, ког су устаници дочекали на Иванковцу и нанели му тежак пораз. Овим је буна против дахија прерасла у устанак против турске власти и српску националну револуцију. Следеће године устаници су поразили турску војску на Мишару и Делиграду и освојили београдску варош.
Устаници су покушали да успоставе мир са Османским царством. Преговоре са Портом у име српске стране је водио трговац Петар Ичко и успео од ње да издејствује Ичков мир. Најважније одредбе Ичковог мира су биле да се из Србије протерају јаничари и да Срби обављају јавне службе и чувају границу. Мир није остварен јер су Срби наставили рат када је на њихову страну у рат ушла Русија. Следеће године (1807), Срби су заузели београдску тврђаву, а удружена српско-руска војска је однела победе код Штубика и Малајнице. У наредним годинама устаници су ратовали ради ослобођења српског народа изван Београдског пашалука.
Без већих окршаја је прошла 1808. година, а за следећу годину Карађорђе је планирао да се у Рашкој састане са војском црногорског владике Петра I и одатле да се упути у ослобађање Старе Србије. Карађорђе је однео победе над Турцима код Суводола, Сјенице и Новог Пазара. Међутим, морао је да одустане од похода јер му се црногорски владика није придружио и зато што су устаници поражени у бици на Чегру. Српски устаници су 1810. године однели победе код Лознице и Варварина (заједно са руском војском).
Поход Наполеона на Русију је принудио једног савезника Срба да оконча рат са Турском. Русија је 1812. године склопила са Османским царством Букурешки мир и повукла своју војску из устаничке Србије. Русија је Букурешким миром покушала да устаницима осигура аутономију и амнестију за учешће у рату. Устаници су до тада остварили независност и нису желели да прихвате само аутономију и наставили су да се боре. Огромна турска војска, предвођена великим везиром Хуршид-пашом је опколила устаничку државу са запада, југа и истока. Устаничка Србија била је покорена да краја октобра 1813. године. Карађорђе је напустио Србију са већим бројем устаничких старешина, а велики број Срба се иселио на територију суседне Аустрије.
Устаничке старешине које нису избегле почеле су да се договарају како да зауставе турски зулум. У Такову 23. априла 1815. године је одржан традиционални сабор. Окупљени прваци су одлучили да подигну устанак, па су понудили предводништво Милошу Обреновићу, што је он прихватио, али након извесног колебања. Други српски устанак је подигнут и вођен против турске власти. Устаници су водили борбу само против војске београдског везира. Најважније битке су биле код Чачка, Палежа, Пожаревца, на Љубићу и Дубљу.
Када су против побуњених Срба пошле још и две султанове војске из Босне и Румелије, Милош Обреновић је започео преговоре, уверен да не може пружити отпор на три стране. На Дрини је започео преговоре са босанским везиром Хуршид-пашом, а наставио је румелијским везиром Марашли Али-пашом. Са Марашлијом је склопио усмени споразум којима је Србима у београдском пашалуку осигурао полуаутономни положај. Према постигнутом договору, Срби су имали право да скупљају порез, да учествују у суђењу Србима, да спахије убирају приходе по законима и да у Београду заседа Народна канцеларија састављена од српских кнезова. Тако је окончан Други српски устанак, односно ратни период Српске револуције. Милош Обреновић се одмах по завршетку Другог српског устанка одрекао титуле вожда, а прихватио је титулу кнеза.

#### Кнежевина Србија
Кнез Милош Обреновић је владао Србијом самовољно и имао је бројне противнике, који су често подизали буне, али су се оне све завршавале неуспешно. На спољнополитичком плану, Милош је, уз помоћ Русије издејствовао Акерманску конвенцију (1828), Једренски мир (1829) и Хатишериф из 1830. године којима је јачала аутономија Србије са Милошем као њеним наследним кнезом.
Незадовољство владавином кнеза Милоша у Србији резултовало је Милетином буном. Кнез Милош је под притиском незадовољних кнезова сазвао скупштину 15. фебруара 1835. године на којој је донет Сретењски устав, први модерни српски устав и први устав на Балкану. Сретењски устав је био врло либералан, њиме је у Србији коначно укинут феудализам и ограничена права кнеза. Како је устав највиши правни акт једне земље, а да је Србија тада била вазална кнежевина Османског царства, Порта се противила њеном доношењу. Аустрија и Русија су такође биле против устава јер га ни саме нису имале, и због страха од ширења идеја Француске револуције. Под спољним притиском кнез Милош је, на своје задовољство, укинуо устав.
Априла 1841. године јужно од Кнежевине Србије избила је безуспешна Нишка буна против турске власти.
Последње османске трупе су 1867. године напустиле Кнежевину Србију, а кнез Михаило добија кључеве већих српских градова, чиме држава постаје дефакто независна. После устанка у Херцеговини 1875. године, Србија објављује рат Турској 28. јуна 1876. године и до 1878. године успева да ослободи југоисточну Србију. Коначним актом Берлинског конгреса — Берлински споразум — Србија је 13. јула 1878. године добила међународно признање.

#### Срби у Хабзбуршкој Монархији
Срби у Хабзбуршкој Монархији су средином 19. века имали крунску земљу унутар Аустријске царевине под именом Војводство Србија и Тамишки Банат.
Кад год је Аустрија ратовала против Турака, имала је помоћ српског народа, који је бунама и учешћем у хришћанској аустријској војсци настојао збацити турску власт и васкрснути српско царство. А после сваког мира морао је бежати из постојбине испред турске освете. Те сеобе су се одвијале у неколико праваца.
Током хабзбуршке управе, Срби су, на основу српских привилегија, уживали народну аутономију у оквиру Хабзбуршке монархије, а остварили су и црквену самосталност у оквиру Карловачке митрополије. Током револуције 1848. године, Срби су формирали аутономну Српску Војводину, да би 1849. године била формирана једна посебна хабзбуршка крунска област названа Војводство Србија и Тамишки Банат. Ова област је укинута 1860. године.
Распадом Хабзбуршке монархије (Аустроугарске) 1918. године, Срби са подручја данашње Војводине улазе у састав Краљевине Србије, а потом и новоформираног Краљевства Срба и Хрвата и Словенаца, касније названог Краљевина Југославија.

#### Краљевина Србија
Србија је проглашена краљевином одлуком Народне скупштине и књажевом прокламацијом 7. марта 1882. године.
Краљевина Србија обухвата историјски период од 1882. до 1918. године. У овом периоду су се око власти надметале и смењивале две династије, чији су родоначелници били Ђорђе Петровић — Карађорђе, вођа Првог српског устанка и Милош Обреновић, вођа Другог српског устанка. Даљи развој Србије је био обележен општим напретком у економији, култури и уметности, чему је пре свега допринела мудра државна политика, која је слала младе људе на школовање у европске метрополе, одакле су доносили нови дух и нови систем вредности. Један од спољних израза трансформације кроз коју је сада пролазила некадашња османска провинција било је и проглашење краљевине, 1882. године.
Мајским превратом 1903. године и убиством краља Александра и краљице Драге, на власт поново долазе Карађорђевићи, потомци Карађорђа Петровића, а за новог краља је постављен Петар Карађорђевић. Србија је знатно проширила своју територију на југ после победа у Балканским ратовима (Стара Србија). Уз велике људске и материјалне жртве, Србија је допринела великој победи Савезника у Првом светском рату.
Већина народа у Црној Гори је преко велике Народне скупштине у Подгорици, 26. новембра 1918. године, изгласала безусловно сједињење са Србијом.
Краљевина Србија је као независна држава престала је да постоји 1. децембра 1918. године када се ујединила са Државом Словенаца, Хрвата и Срба створивши Краљевство Срба, Хрвата и Словенаца под даљом владавином српске династије Карађорђевић.

### Југословенске државе
После 1918. године Србија је једина уносећи своју државност и сувереност, била оснивач Краљевства Срба, Хрвата и Словенаца, преименованог 1929. године у Краљевина Југославија.

#### Под окупацијом и касније
У Другом светском рату, територија данашње Србије је била под окупацијом Сила Осовине, односно Немачке и њених савезника Италије, Бугарске, Мађарске, Албаније, као и марионетске профашистичке државне творевине под називом Независна Држава Хрватска, док је у Србији владала Влада народног спаса под генералом Недићем до 1944. године. У Србији су током окупације постојала два супротстављена покрета који су се борили за власт у послератној Југославији: Народноослободилачка војска Југославије и Југословенска војска у отаџбини. Устанак против окупатора избио је у лето 1941. године.
Током Другог светског рата забележена су велика страдања српског народа. Процењује се да је страдало преко милион и по припадника свих народа, међу којима је највише било Срба.
Непосредно после рата, 1945. године, као наследница Краљевине Југославије, формирана је држава под именом Демократска Федеративна Југославија која је била под новом влашћу комунистичког режима на челу са Јосипом Брозом Титом. Исте године 29. новембра прогласом републике држава мења име у Федеративна Народна Република Југославија, док је 1963. уставним променама променила име у Социјалистичка Федеративна Република Југославија.
Уставом СФРЈ из 1974. године покрајине у саставу СР Србије (САП Војводина и САП Косово) добиле су далеко већу аутономију и права него што су имала раније, добиле су државна и партијска председништва.
Јануара 1990. године на четрнаестом конгресу долази до распада до тада владајућег Савеза комуниста Југославије.
Од 1992. године, после распада СФРЈ, све до 2003. Србија је чинила, заједно са Црном Гором — Савезну Републику Југославију. По распаду Југославије, Србија и Срби су постали предмет негативне пропаганде, подметања и блаћења унутар дела српског народа, европских држава као и унутар међународне заједнице.

### Савремена историја
Године 2000. долази до смене Социјалистичке партије Србије са Демократском опозицијом Србије на септембарским савезним изборима и децембарским републичким изборима чиме долази до политичке транзиције.
Од 2003. године уставном повељом Србија је саставни део Државне заједнице Србије и Црне Горе. Дана 21. маја 2006. године, одржан је референдум на коме су се грађани Црне Горе изјаснили за независност.
Од 5. јуна 2006. године Република Србија делује као независна и суверена држава (као наследница Србије и Црне Горе).
Дана 8. новембра 2006. године проглашен је у Народној скупштини Републике Србије, после извршеног успешног референдума, Устав Републике Србије.
Србија је изабрана да буде земља домаћин специјализоване светске изложбе Еxpo 2027.

## Политика
Република Србија је држава српског народа и свих грађана који у њој живе, заснована на владавини права и социјалној правди, начелима грађанске демократије, људским и мањинским правима и слободама и припадности европским принципима и вредностима.
Република Србија функционише у оквиру парламентарне демократије, тачније као парламентарна република. Власт је подељена на три гране и то:
- Законодавна власт, чији је носилац Народна скупштина Републике Србије;
- Извршна власт, чији је носилац Влада Републике Србије;
- Судска власт, која представља независну грану власти.

### Спољни односи
Доминантан политички дискурс у земљи укључује приступање Европској унији. Земља је статус кандидата стекла 2012. године.
Србија је чланица Организације уједињених нација (ОУН), Организације за европску безбедност и сарадњу (ОЕБС), Савета Европе (СЕ), НАТО програма Партнерство за мир, Међународне организације за миграције и Организације за црноморску економску сарадњу и многих других међународних организација. Има статус посматрача у Светској трговинској организацији и у ОДКБ.
Србија има са Републиком Српском потписан Споразум о специјалним и паралелним везама. Са пасошем Србије може се без визе путовати у 139 земље.

### Државни симболи
Химна Републике Србије је уједно и стара химна некадашње Краљевине Србије „Боже правде”, уз незнатно измењен текст.
Грб Републике Србије је стари грб Краљевине Србије из доба Обреновића из 1882. године и чини га двоглави бели орао са штитом на грудима на коме су крст и четири оцила, а изнад глава орла се налази круна Немањића.
Република Србија има народну заставу која је тробојка са водоравно положеним бојама: црвеном, плавом и белом. Поред народне, постоји и државна застава која је у основи иста као и народна с тим што на трећини дужине гледано слева надесно на плавом пољу стоји и мали грб Србије.
- Државна застава
- Народна застава. Српска тробојка је у континуираној употреби од 1835.
- Велики грб
- Мали грб

### Војска
Војска Србије (скраћено ВС) оружана је формација Републике Србије. Званично је створена 8. јуна 2006. године уредбом Народне Скупштине Републике Србије. Настала је након проглашења независности Црне Горе од оних делова Војске Србије и Црне Горе који су се налазили на територији Србије.
По Уставу Републике Србије, Војска Србије је оружана сила Републике Србије намењена за одбрану земље од оружаног угрожавања споља, као и за извршавање других мисија и задатака, у складу са Уставом, законом и принципима међународног права који регулишу употребу силе. Војска Србије се може употребити ван граница Републике Србије само по одлуци Народне скупштине Републике Србије.
Основни задаци Војске су: одвраћање од оружаног угрожавања и других војних изазова, ризика и претњи безбедности; одбрана територије, ваздушног простора и акваторије; оспособљавање војника, старешина, команди, јединица и установа за реализацију мисија и задатака; учешће у међународној војној сарадњи и мировним операцијама под окриљем ОУН и система колективне безбедности; пружање помоћи у случају природних непогода и катастрофа већих размера, у којима су угрожени људски животи, животна средина и материјална добра.
Војска Србије је организована на стратегијском, оперативном и тактичком нивоу, у команде јединице и установе. Начелно је чине видови, родови и службе. Видови Војске Србије су: Копнена војска и Ваздухопловство и противваздухопловна одбрана. Принцип организовања је хибридни, с измешаним елементима видовског, под једним главним штабом и с елементима поделе на оперативне групације и службе.

### Правосуђе
Србија је четврта земља у модерној европској историји, после Француске, Аустрије и Холандије, која има усвојен модерни грађански законик.
Устав Србије одређује да су судови самостални и независни државни органи који штите слободе и права грађана, законом утврђена права и интересе правних субјеката и обезбеђују уставност и законитост.
Судска власт припада судовима и независна је од законодавне и извршне власти. Судске одлуке се доносе у име народа и заснивају се на Уставу, закону, потврђеном међународном уговору и пропису донетом на основу закона. Судске одлуке су обавезне за све и не могу бити предмет вансудске контроле. Судску одлуку може преиспитивати само надлежни суд у законом прописаном поступку. Свако је дужан да поштује извршну судску одлуку.
Судови републичког ранга: Уставни суд, Врховни касациони суд, Привредни апелациони суд, Прекршајни апелациони суд, Управни суд.
Судови опште надлежности:
- Основни судови — за територију града, односно једне или више општина
- Виши судови — за подручје једног или више основних судова
- Апелациони судови — за подручје више виших судова
- Врховни касациони суд

Судови посебне надлежности:
- Привредни судови — за територију једног или више градова, односно више општина
- Привредни апелациони суд — непосредно виши суд за привредне судове
- Прекршајни судови — за територију града, односно једне или више општина
- Прекршајни апелациони суд — непосредно виши суд за прекршајне судове
- Управни суд

Уставни суд је самосталан и независан државни орган који штити уставност и законитост и људска и мањинска права и слободе. Одлуке Уставног суда су коначне, извршне и општеобавезујуће.
Врховни касациони суд је највиши суд у Републици Србији, који је непосредно виши суд за Привредни апелациони суд, Прекршајни апелациони суд, Управни суд и апелационе судове.
Апелациони суд је непосредно виши суд за више судове и основне судове.
Виши суд је непосредно виши суд за основне судове када је то одређено законом.

## Административна подела
Због велике етничке, културне и економске неуједначености, а у циљу задовољења и лакшег остваривања права човека и грађанина, на територији Републике Србије формиране су две аутономне покрајине:
- Аутономна Покрајина Војводина (Административни центар: Нови Сад)
- Аутономна Покрајина Косово и Метохија (Административни центар: Приштина)

Ове покрајине имају јасно утврђене надлежности и за свој рад су одговорне републичкој власти.
Напомена: До формирања статистичких региона у Србији 2009. године, део територије Републике Србије који се налазио изван подручја аутономних покрајина називао се колоквијално ужа Србија. Ужа Србија није представљала посебну административно-управну јединицу, већ је била под непосредном управом државе. Уставом из 1990. територија Републике је јединствена и недељива. На истом становишту је и Устав из 2006. године.

#### Градови и општине
У Србији и њеним покрајинама налази се 6.167 насеља.
Градови у Србији су територијалне јединице утврђене Законом о територијалној организацији Републике Србије, која представља економски, административни, географски и културни центар ширег подручја и има више од 100.000 становника.
Ако постоје економски, географски или историјски разлози град може бити и територијална јединца са мање од 100.000 становника, ако испуњава све остале критеријуме предвиђене законом.
Територија за коју се образује Град, представља природну географску целину, економски повезан простор који поседује изграђену комуникацију међу насељеним местима са седиштем града као гравитационим центром.
На територији Србије службено постоји 27 градова, док главни Град Београд има посебан статус. Службени градови су:
1. Град Бор
2. Град Ваљево
3. Град Врање
4. Град Вршац
5. Град Зајечар
6. Град Зрењанин
7. Град Јагодина
8. Град Кикинда
9. Град Крагујевац
10. Град Краљево
11. Град Крушевац
12. Град Лесковац
13. Град Лозница
14. Град Ниш
15. Град Нови Пазар
16. Град Нови Сад
17. Град Панчево
18. Град Пирот
19. Град Пожаревац
20. Град Приштина
21. Град Прокупље
22. Град Смедерево
23. Град Сомбор
24. Град Сремска Митровица
25. Град Суботица
26. Град Ужице
27. Град Чачак
28. Град Шабац

Док су Београд, Ниш, Врање, Пожаревац и Ужице своју територију поделили на две или више градских општина, остали градови су организовани као јединствена јединица локалне самоуправе. Нови Сад је био подељен на две градске општине али су укинуте 25. марта 2019.

### Окрузи
Територија Србије је подељена на 29 управних округа и територију града Београда, управни окрузи су облик деконцентрације власти тзв. деаташирани центри, на челу управног округа налази се начелник, који нема велике надлежности, али је одговоран Влади за спровођење прописа Владе на подручју округа, практично он има положај емисара, но његове надлежности су знатно веће у случају великих несрећа или елементарних непогода. Округ се састоји од неколико јединица локалне самоуправе — општина (комуна), које за разлику од округа представљају вид децентрализације власти, и као такве имају своје оригинерне приходе и органе локалне власти.
Управни окрузи нису облик локалне самоуправе нити део територијалне организације Републике Србије, већ начин обављања државне управе. Према Закону о државној управи је одређено да се управни округ образује ради вршења послова државне управе изван седишта органа државне управе.
Уредбом Владе Републике Србије, од 29. јануара 1992. године, одређени су послови државне управе које министарства обављају изван својих седишта у окрузима као подручним средиштима државне власти. Према уредби Владе Србије из фебруара 2006. године окрузи мењају име у управни окрузи.

### Статистички региони
У фебруару 2010. године, скупштини Србије предложен је закон којим је формирано пет статистичких региона на територији Србије.
Статистички региони Србије су Војводина, Београд, Шумадија и западна Србија, Јужна и источна Србија и Косово и Метохија.
| | \| 1. Борски 2. Браничевски 3. Београд 4. Зајечарски 5. Западнобачки 6. Златиборски 7. Јабланички 8. Јужнобанатски 9. Јужнобачки 10. Колубарски \| 1. Косовски 2. Косовскомитровачки 3. Косовскопоморавски 4. Мачвански 5. Моравички 6. Нишавски 7. Пећки 8. Пиротски 9. Подунавски 10. Поморавски \| 1. Призренски 2. Пчињски 3. Расински 4. Рашки 5. Севернобанатски 6. Севернобачки 7. Средњобанатски 8. Сремски 9. Топлички 10. Шумадијски \| | |
| 1. Борски 2. Браничевски 3. Београд 4. Зајечарски 5. Западнобачки 6. Златиборски 7. Јабланички 8. Јужнобанатски 9. Јужнобачки 10. Колубарски | 1. Косовски 2. Косовскомитровачки 3. Косовскопоморавски 4. Мачвански 5. Моравички 6. Нишавски 7. Пећки 8. Пиротски 9. Подунавски 10. Поморавски | 1. Призренски 2. Пчињски 3. Расински 4. Рашки 5. Севернобанатски 6. Севернобачки 7. Средњобанатски 8. Сремски 9. Топлички 10. Шумадијски |

## Демографија
Према процени из 2023. године, на територији Републике Србије без података за АП Косово и Метохија, у Србији живело је 6.623.183 становника, при чему 62,1% становништва живи у градским насељима.
Према попису из 2022. проценат писменог становништва старијег од 10 година је 99,37%. Према попису из 2022. компјутерски писмено је 45,73% становништва старије од 15 година (мушкарци 44,82%; жене 46,57%).
Стопа укупног фертилитета 2023. је износила 1,62 деце по жени. Очекивани животни век при рођењу у Србији износи је 74,8 године (мушкарци 72,3; жене 77,5).
Према попису из 2011. године, који ни овог пута није спроведен на територији Косова и Метохије, а није обухватио ни Албанце са југа Србије који су га бојкотовали, број становника Србије без Косова и Метохије износио је 7.186.862. Тај број представља пад од 311.139 пописаних у односу на претходни попис из 2002. године.
Према одвојеном косовском попису, који није спроведен на Северном Косову, на Косову су 2011. године живела 1.733.872 становника.
Процењује се да на југу Србије живи још око 36.000 Албанаца који нису учествовали у попису, а да на Северном Косову живи још око 68.000 становника.

### Народи и националне мањине
Срби чине већину од 83,32% становништва, следе Мађари 3,53%, Роми 2,05%, Бошњаци 2,02%, Хрвати 0,80%, Словаци 0,73%, Црногорци 0,54%, Власи 0,49%, Румуни 0,41%, затим Југословени, Македонци, Муслимани, Бугари, Буњевци, Русини, Украјинци, Словенци, Горанци, Немци, Руси, Чеси, Турци и други.
|                            | Србија    | Србија | Централна Србија | Централна Србија | Београд   | Београд | Војводина | Војводина |
| -------------------------- | --------- | ------ | ---------------- | ---------------- | --------- | ------- | --------- | --------- |
|                            | укупно    | %      | укупно           | %                | укупно    | %       | укупно    | %         |
| укупно                     | 7.186.862 | 100    | 3.595.613        | 100              | 1.659.440 | 100     | 1.931.809 | 100       |
| Срби                       | 5.988.150 | 83,32  | 3.193.067        | 88,80            | 1.505.448 | 90,72   | 1.289.635 | 66,75     |
| Мађари                     | 253.899   | 3,53   | 953              | 0,02             | 1810      | 0,10    | 251.136   | 13,00     |
| Роми                       | 147.604   | 2,05   | 77.888           | 2,16             | 27.325    | 0,01    | 42.391    | 2,19      |
| Бошњаци                    | 145.278   | 2,02   | 142.902          | 3,97             | 1.596     | 0,09    | 780       | 0,04      |
| Хрвати                     | 57.900    | 0,80   | 3.115            | 0,08             | 7.752     | 0,46    | 47.033    | 2,43      |
| Словаци                    | 52.750    | 0,73   | 325              | 0                | 2.104     | 0,12    | 50.321    | 2,60      |
| Црногорци                  | 38.527    | 0,53   | 6.484            | 0,18             | 9.902     | 0,59    | 22.141    | 1,14      |
| Власи                      | 35.330    | 0,49   | 34.978           | 0,47             | 182       | 0,01    | 170       | 0         |
| Румуни                     | 29.332    | 0,40   | 2.640            | 0,07             | 1.282     | 0,07    | 25.410    | 1,31      |
| Југословени                | 23.303    | 0,32   | 3.066            | 0,08             | 8.061     | 0,48    | 12.176    | 0,63      |
| Македонци                  | 22.755    | 0,31   | 5.393            | 0,14             | 6.970     | 0,42    | 10.392    | 0,53      |
| Муслимани                  | 22.301    | 0,31   | 14.945           | 0,41             | 3.996     | 0,24    | 3.360     | 0,17      |
| Бугари                     | 18.543    | 0,25   | 15.866           | 0,44             | 1.188     | 0,07    | 1.489     | 0,07      |
| Буњевци                    | 16.706    | 0,23   | 65               | 0                | 172       | 0,01    | 16.469    | 0,85      |
| Русини                     | 14.246    | 0,19   | 73               | 0                | 245       | 0,01    | 13.928    | 0,72      |
| Горанци                    | 7.767     | 0,10   | 1.260            | 0,03             | 5.328     | 0,32    | 1.179     | 0,06      |
| Албанци                    | 5.809     | 0,08   | 2.306            | 0,06             | 1.252     | 0,07    | 2.251     | 0,11      |
| Украјинци                  | 4.903     | 0,06   | 283              | 0                | 418       | 0,02    | 4.202     | 0,21      |
| Словенци                   | 4.033     | 0,05   | 679              | 0,01             | 1.539     | 0,9     | 1.815     | 0,09      |
| Немци                      | 4.064     | 0,05   | 294              | 0                | 498       | 0,03    | 3.272     | 0,16      |
| Руси                       | 3.247     | 0,04   | 773              | 0,02             | 1.301     | 0,07    | 1.173     | 0,06      |
| Остали                     | 17.558    | 0,24   | 3.765            | 0,10             | 7.083     | 0,42    | 6.710     | 0,34      |
| Регионална припадност      | 30.771    | 0,42   | 915              | 0,25             | 1.289     | 0,07    | 28.567    | 1,47      |
| Неизјашњени и неопредељени | 160.346   | 2,23   | 40.357           | 1,12             | 38.971    | 2,34    | 81.018    | 4,19      |
| Непознато                  | 81.740    | 1,20   | 43.221           | 1,20             | 23.728    | 1,42    | 14.791    | 0,76      |

| Србија 2011.‍ | Србија 2011.‍ | Србија 2011.‍ | Србија 2011.‍ | Србија 2011.‍ |
| ------------ | ------------ | ------------ | ------------ | ------------ |
|              |              |              |              |              |
| Срби         | Срби         |              | 5.988.093    | 83,32%       |
| Мађари       | Мађари       |              | 253.899      | 3,53%        |
| Роми         | Роми         |              | 147.604      | 2,05%        |
| Бошњаци      | Бошњаци      |              | 145.278      | 2,02%        |
| Хрвати       | Хрвати       |              | 57.900       | 0,80%        |
| Црногорци    | Црногорци    |              | 38.527       | 0,53%        |
| Југословени  | Југословени  |              | 23.303       | 0,32%        |
| Албанци      | Албанци      |              | 5.809        | 0,08%        |
| остали       | остали       |              | 17.558       | 7,35%        |

Право да формира свој национални савет као орган своје културне самоуправе, до 2017. године искористила је 21 национална мањина и то како оне мањине чији језици јесу у службеној употреби у некој од јединица локалне самоуправе у Републици Србији (11): Мађари, Словаци, Румуни, Русини, Хрвати, Чеси, Бугари, Македонци, Црногорци, Албанци, Бошњаци, тако и оне мањине чији језици нису у службеној употреби (10): Роми, Украјинци, Власи, Буњевци, Немци, Словенци, Грци, Јевреји, Египћани, Ашкалије
Поред наведених, у Србији живе и мањине који за сада немају свој национални савет, као што су Руси, Пољаци, Цинцари, Турци, Јермени, Горанци, Јањевци, Шокци и др.

### Језик
Службени језик је српски писан ћириличким писмом, а латиничким само на начин одређен законом о сличној употреби језика и писама. Пред органима АП Војводине и АП Косова и Метохије у складу са Уставом поред српског у службеној употреби су и језици националних мањина мађарски, словачки, хрватски, румунски, русински и албански, а на подручјима 40 општина и градова (без КиМ) где традиционално живе припадници националних мањина и њихови језици.
Укупно једанаест мањинских језика је у службеној употреби на подручју једне или више општине или града, односно пред органима основаним за њихово подручје, и то углавном у Војводини, где је 73% посто општина је вишејезично, а у чак 40% су у службеној употреби два или више мањинских језика (до чак 5 у општини Пландиште), док удео општина и градова у којима је бар један мањински језик у службеној употреби у Србији (без КиМ) чини чини 28%. То су мађарски (28), словачки (11), хрватски (1), румунски (9), русински (6) који су службени у појединим општинама у Војводини и албански (ван КиМ, 3) у јужној Србији, а поред ових језика који су службени пред органима аутономних покрајина, у по једној општини то су још чешки (општина Бела Црква), македонски (општина Пландиште) и црногорски (општина Мали Иђош), као и бугарски (општина Димитровград и општина Босилеград) и бошњачки у неколико општина у области Рашке.
Уз службену употребу у општинама и градовима, неки од наведених мањинских језика су такође у службеној употреби и у неком од места у општинама/градовима у којима иначе нису у службеној употреби (12 оваквих места/села): мађарски (3), словачки (2), хрватски (4), румунски (1), македонски (1) и бугарски (1).
Ратификацијом Европске повеље о регионалним и мањинским језицима 15. фебруара 2006. године, Република Србија је признала и обавезала се да ће штитити укупно 10 мањинских језика. Поред мањинских језика који су у службеној употреби негде на подручју земље, ту су још ромски и украјински, али су изостављени чешки, македонски и црногорски. Ово је посебно спорно, с обзиром да је као подручје на коме се језик признаје и штити, Србија одредила подручје на којој је тај језик у службеној употреби у складу са националним законодавством.
|                               |                               | Попис 2002 | Попис 2002 | Попис 2011 | Попис 2011 |
| ----------------------------- | ----------------------------- | ---------- | ---------- | ---------- | ---------- |
|                               |                               | укупно     | %          | укупно     | %          |
| РЕПУБЛИКА СРБИЈА              | РЕПУБЛИКА СРБИЈА              | 7.498.001  | 100        | 7.186.862  | 100        |
| Српски                        | Српски                        | 6.620.699  | 88,30      | 6.330.919  | 88,09      |
| Мађарски                      | Мађарски                      | 286.508    | 3,82       | 243.146    | 3,38       |
| Бошњачки                      | Бошњачки                      | 134.749    | 1,80       | 138.871    | 1,93       |
| Нису се изјаснили и непознато | Нису се изјаснили и непознато | 63.877     | 0,85       | 128.191    | 1,78       |
| Ромски                        | Ромски                        | 82.242     | 1,10       | 100.668    | 1,40       |
| Словачки                      | Словачки                      | 57.498     | 0,77       | 49.796     | 0,69       |
| Влашки                        | Влашки                        | 54.818     | 0,73       | 43.095     | 0,60       |
| Остали језици                 | Остали језици                 | 83.775     | 1,12       | 39.463     | 0,55       |
| Румунски                      | Румунски                      | 34.515     | 0,46       | 29.075     | 0,40       |
| Хрватски                      | Хрватски                      | 27.588     | 0,37       | 19.223     | 0,27       |
| Бугарски                      | Бугарски                      | 16.459     | 0,22       | 13.337     | 0,19       |
| Македонски                    | Македонски                    | 14.355     | 0,19       | 12.706     | 0,18       |
| Русински                      | Русински                      | 13.458     | 0,18       | 11.340     | 0,16       |
| Албански                      | Албански                      | 63.835     | 0,85       | 10.040     | 0,14       |
| Буњевачки                     | Буњевачки                     | -          | -          | 6.835      | 0,10       |
| Руски                         | Руски                         | 2.199      | 0,03       | 3.179      | 0,04       |
| Црногорски                    | Црногорски                    | -          | -          | 2.519      | 0,04       |
| Словеначки                    | Словеначки                    | 3.024      | 0,04       | 2.269      | 0,03       |
| Немачки                       | Немачки                       | 2.279      | 0,03       | 2.190      | 0,03       |

Модалитет „Остали језици” садржи збирне податке за језике које мање од две хиљаде лица сматра својим матерњим (украјински, горански, кинески, чешки и сл.).
Модалитет „Нису се изјаснили и непознато” садржи збирни податак за број лица која нису желела да се изјасне, затим укупан број нечитких одговора, одговора који не представљају изјашњавање о матерњем језику (домаћи, људски, билингвиста, полиглота, ћирилица, нишки, лалински итд.) и укупан број неуписаних одговора.
Попис 2011. године није спроведен на територији АП Косово и Метохија, док је у општинама Прешево и Бујановац и делимично у Општини Медвеђа забележен смањен обухват јединица пописа услед бојкота од стране већине припадника албанске националне заједнице.

### Религија
Највећи број верника у Србији је православне вере (84,59%). За њима следе католици (4,97%), муслимани (3,1%), који су великом већином сунити, и протестанти (0,99%), док су друге религије слабије заступљене. Становништво чини и 1,11% атеиста.
Устав и закони Србије дозвољавају слободу вероисповести, што се у пракси и поштује, иако слобода вероисповести није остварена у потпуности. Примери овога су постојање две исламске заједнице у Србији и њихов међусобно напет однос, питање национализоване имовине верских заједница, као и спорадични напади на вернике, службенике и објекте мањих верских заједница.
Србија нема државну религију, па се тако ни верски празници не третирају као државни, али је грађанима дозвољено да прослављају верске празнике, као и одређен број нерадних дана за најзначајније празнике за сваку вероисповест (први дан Божића, Ускрс, крсне славе, Рамазанског и Курбаског бајрама и Јом кипура).
Уредбом Владе Србије о организовању и остваривању верске наставе, од школске 2001/2002. године се као изборни предмет у свим основним и средњим школама Србије учи веронаука. Постоји више врста верске наставе, која се иначе одвија кроз један час седмично — православна (катихизис), исламска, католичка, протестантска и јудаистичка (јеврејска). Осим похађања овог предмета, други избор је грађанско васпитање.

### Генетика
Према резултатима генетских истраживања, међу становништвом Србије су најзаступљеније следеће патрилинеарне ДНК хаплогрупе људског Y-хромозома:
- Хаплогрупа I (38,2%)
- Хаплогрупа R (22,4%)
- Хаплогрупа E (21%)
- Хаплогрупа J (10,6%)
- Хаплогрупа N (5,4%)
- Хаплогрупа G (1,2%)
- Хаплогрупа H (1,1%)

### Највећи градови
Највећи град, уједно и главни град Републике Србије је Београд. Србија тренутно има 28 градова.
| Град              | Становника у ужем подручју | Становника у ширем подручју |
| ----------------- | -------------------------- | --------------------------- |
| Београд           | 1 233 796                  | 1 659 440                   |
| Нови Сад          | 277 522                    | 341 625                     |
| Ниш               | 187 544                    | 260 237                     |
| Крагујевац        | 150 835                    | 179 417                     |
| Приштина          | 145 149                    | 198 897                     |
| Суботица          | 105 681                    | 141 554                     |
| Зрењанин          | 76 511                     | 123 362                     |
| Панчево           | 76,203                     | 123 414                     |
| Чачак             | 73 331                     | 115 337                     |
| Крушевац          | 58 745                     | 128 752                     |
| Краљево           | 68 749                     | 125 488                     |
| Нови Пазар        | 66 527                     | 100 410                     |
| Смедерево         | 64 175                     | 108 209                     |
| Лесковац          | 60 288                     | 144 206                     |
| Врање             | 60 485                     | 83 524                      |
| Ужице             | 52 646                     | 78 040                      |
| Ваљево            | 59 073                     | 90 312                      |
| Шабац             | 53 919                     | 115 884                     |
| Сомбор            | 47 623                     | 85 903                      |
| Пожаревац         | 44 183                     | 75 334                      |
| Пирот             | 38 785                     | 57 928                      |
| Зајечар           | 38 165                     | 59 461                      |
| Кикинда           | 38 065                     | 59 453                      |
| Сремска Митровица | 37 751                     | 79 940                      |
| Јагодина          | 37 282                     | 71 852                      |
| Вршац             | 36 040                     | 52 026                      |
| Бор               | 34 160                     | 48 615                      |
| Прокупље          | 27 333                     | 44 419                      |
| Лозница           | 19 212                     | 79 327                      |

## Привреда
Привреда на територији Србије се налазила у колапсу током 1990-их. Просечна плата у децембру 1993. године износила је 21 немачку марку (DM). Хиперинфлација, у укупном трајању од 24 месеца је достигла врхунац у јануару 1994. године, када је просечна инфлаторна стопа износила 313.563.558, односно дневна стопа је износила 62,2%, на сат — 2, 03%. У најкритичнијим моментима долазило је и до несташица хране. Србији су уведене опште санкције Савета безбедности ОУН 1992. Већи део санкција је укинут 1996, 2000, 2001. и 2005. године, када је у потпуности нормализована трговина са САД.
Пољопривреда чини 16,6% националног БДП-а, индустрија 25,5% и услужне делатности 57,9%. Укупни БДП за 2007. је био око 44,8 милијарди долара. Док је БДП-ППП за 2007. по становнику износио 10,375 долара.
Србија се налази на површини од укупно 8.840.000 хектара. Површина пољопривредног земљишта обухвата 5.734.000 хектара (0,56  по становнику), а на око 4.867.000 хектара те површине простире се обрадиво земљиште (0,46  по становнику). Око 70% укупне територије Србије чини пољопривредно земљиште, док је 30% под шумама. Највећи ратарски крај је Војводина. Гаји се жито, кукуруз, сунцокрет и соја, те у мањој мери повртарске културе. Најпознатији кромпир је из Ивањице, паприка из Лесковца, а купус из Футога. Шумадија је позната по воћарству; Вршац, обронци Фрушке горе, Александровачка Жупа и део Метохије по виноградима. Сточарство је развијено у Рашкој и у источној Србији.
Србија располаже са око 2 971 220 радно-способног становништва. Године 2022. стопа незапослености износила је 10,6%. Најнижа стопа незапослености забележена је у Београдском региону (17,9%), а највиша у јужне и источне Србије (27,3%). (Косово и Метохија око 50%). У пољопривреди ради око 30%, индустрији 46% и услужним делатностима 24% (2002, без Косова и Метохије).
Укупна спољнотрговинска робна размена Републике Србије за период јануар-децембар 2007. године износила је 19.790,9 милиона евра. Извоз је износио 6432,2 милиона, а увоз 13358,7 милиона. Спољнотрговинска робна размена била је највећа са чланицама Европске уније, око 60%. У извозу, главни спољнотрговински партнери, појединачно, били су: Италија (1.094,2 милиона долара); Босна и Херцеговина (1.042,1 милиона долара) и Црна Гора (950,9 милиона долара).

### Енергетика
Највећи део енергије у Србији се производи у термоелектранама и хидроелектранама, при чему се 25,4% производи у хидроелектранама, што је само 34% од укупних инсталисаних електроенергетских потенцијала за производњу струје. Термоелектране у Србији раде на угаљ. Највећа термоелектрана у Србији је Термоелектрана Никола Тесла која са 14 блокова чини трећину производног потенцијала Електропривреде Србије и највећи је произвођач у југоисточној Европи.
Највећи произвођач нафте и гаса је компанија Нафтна индустрија Србије, која се налази у већинском власништву руске компаније Газпром њефта. НИС и Газпром њефт заједно са Републиком Србијом су планирали да направе српски део гасовода Јужни ток, али је тај пројекат стопиран.
Мада енергетски ресурси у Републици Србији нису у довољној мери истражени, познато је да Србија располаже енергетским потенцијалом у нафти, природном гасу, квалитетном угљу и нуклеарним минералним сировинама. Нафта и гас чине мање од 1%, а остало су различите врсте угља, од чега доминира нискокалорични угаљ (лигнит), у Колубарском, Костолачком, Ковинском и Косовско-метохијском басену. Експлоатација квалитетнијих врста угља (мрких и камених) се врши углавном јамским путем. Од већег значаја су рудници са подземном експлоатацијом угља у „Соко” (Сокобања), „Рембас” (Ресавица), Лубница и „Штаваљ” (Сјеница), уз могуће одржавање производње, до исцрпљења резерви у Боговини, „Јасеновцу” (Крепољин), Вршкој Чуки (Грљан) и „Ибарским рудницима” (Баљевац). Знатно увећање производње, могло би се постићи великим улагањима и савременијим техничко-технолошки приступ, те отварањем нових рудника у Мелници, Пољани, Ћириковцу и у оквиру Деспотовачког угљеног басена.
Највеће резерве нафте и гаса откривене су на територији Војводине, а у мањем значају у Подунављу и Поморављу. Рудне појаве уљни шкриљци, најбоље су истражени у Алексиначком и Врањском басену, али за њих тренутно није обезбеђена економична технологија прераде.
Чланом 267 кривичног закона Републике Србије забрањена је свака изградња нуклеарних постројења, а Србија је шеста земља у свету која је уклонила високообогаћени уранијум са своје територије. У складу са тим, систематска геолошка истраживања нуклеарних минералних сировина (урана и торијума) у новије време су прекинута.
У погледу коришћења енергије ветра, Србија у односу на земље ЕУ касни око 20 година. Још према првој студији за потребе Електропривреде Србије из 2002. године, на територији Србије процењен је потенцијал енергије ветра на инсталисану снагу од око 1300 MW, а могућа годишња производња електричне енергије из ветра на 2.3 TWh. Као најперспективније локације за изградњу електрана на ветар процењене су Миџор на Старој Планини, са просечном брзином од 7.66 m/s, Вршачки брег 6.27 m/s, Крепољин 6.18 m/s, Дели Јован 6.13 m/s, Јухор и Јастребац, као и области у долини Дунава, Саве и Мораве. Ово кашњење у изградњи ветроелектрана, пружа Србији могућност да искористи више од две деценије искуства земаља са развијеном ветроенергетиком, као што су Данска, Немачка и Шпанија.
Интензитет сунчевог зрачења на територији Србије се креће од 1,1 kWh/m²/дан на северу до 1,7 kWh/m²/дан на југу током јануара, а током јуна се интензитет креће од 5,9 до 6,6 kWh/m²/дан. Ови подаци указују на чињеницу да је потенцијал сунчевог зрачења у Србији за око 30% виши него у Средњој Европи, а интензитет сунчеве радијације међу највећим у Европи. Инсталациони потенцијали за фотонапонске системе до 2012. године износили су око 20 MW. Тренутно се осећа потреба за подстицањем научних институција да организују пројекте који обухватају основна и примењена истраживања, чији се резултати могу користити у фотонапонској технологији, као и упознавањем шире јавност са садржајем нових уредби о повлашћеним произвођачима електричне енергије и подстицајним откупним ценама електричне енергије произведеним у таквим система.
Енергетски потенцијал биомасе у пољопривреди процењује се у ратарству на око 3 милиона тона, а у воћарству и виноградарству око 1,1 милион тона. Постоји и могућност гајења тзв. енергетских шума на око 200.000 хектара необрађеног земљишта, на којем би се могле засадити брзорастуће шуме (топола) и остварити приноси између 3 и 4 милиона тона дрвне биомасе, које би се даље користиле у енергетске сврхе. Употреба биомасе до сада је нашла примену у загревању домаћинстава, коришћењем брикета и палета од биомасе. Употреба биомасе, дрвних отпадака и пољопривредних култура за сагоревање и производњу струје постаје све популарнија, али тренутно за њихову широку примену нема довољно инвестиција.

### Пољопривреда
Србија се налази на површини од укупно 8.840.000 хектара. Површина пољопривредног земљишта обухвата 5.734.000 хектара (0,56 ha по становнику), а на око 4.867.000 хектара те површине простире се обрадиво земљиште (0,46 ha по становнику). Око 70% укупне територије Србије чини пољопривредно земљиште, док је 30% под шумама.
Клима је умерено-континентална, а просечна температура у току године износи 11 до 12 °C. Просечна температура у јануару је од минус један до плус један степен, а у јуну 22 до 23 °C. Просечна годишња количина падавина износи 600 до 800 mm у равничарским пределима, а у планинским од 800 до 1.200 mm.
Повољни природни и климатски услови поспешују развој пољопривреде. Равничарски региони Војводине, Косова Поља, Метохије, Поморавља, Посавине, Тамнаве, Крушевачког и Лесковачког поља погодни су за механизовану ратарску и повртарску производњу.
Брдовити и брежуљкасти предели повољни су за развој воћарске, виноградарске и сточарске производње. Брдско-планинско подручје Златибора, Рудника, Старе планине, Копаоника и Шар-планине су погодни за развој овчарства, говедарства и шумарства.
Виноградарство има вишевековну традицију у земљи. Неколико области Србије има идеалне услове за узгој винове лозе. Завршно са фебруаром 2023. у Србији је било регистровано 466 винарија. У производној 2021/22. години винарије су пријавиле производњу од око 29,5 милиона литара вина.
Према подацима из 2021/22. Србија је међу првих пет земаља у свету по производњи малина, шљива и вишања, а у Европи је у водећих пет држава по производњи боровница, јагода, купина, соје и кукуруза, те у првих 10 извозника кукуруза и сунцокрета у Европи.
У Републици Србији има укупно 1.305.426 пољопривредника који чине 17,3% укупне популације.

### Саобраћај
Србија има развијен друмски, железнички, ваздушни и водни саобраћај.
Путна мрежа Србије има 40.845 km, од тога су око 5.500 km путеви првог реда. У мрежи је 498 km ауто-пута под наплатом путарине и 136 km полуауто-путева под наплатом путарине.
Железнице Србије А. Д. обављају главну делатност промета роба и путника на националној мрежи пруга. Укупна дужина железничке мреже у Србији је 3.619 km а укупна дужина путева је 42.692 km (асфалтни) и 24.860 km (бетонски).
Најзначајнија саобраћајница је друмско-железнички европски коридор 10 (ауто-пут A1, Суботица — Београд — Ниш — Прешево; са својим краковима ауто-пут A4 Ниш — Димитровград као и ауто-пут A3 Шид — Београд). Коридор је кроз историју био пут који је повезивао исток и запад, те спајао Блиски исток и средњу Европу.
Кроз Србију тече река Дунав, важан пловни пут (коридор 7) који повезује средњу Европу са Црним морем. Поред Дунава, пловне реке су: Сава, Велика Морава и Тиса, као и канал Дунав—Тиса—Дунав.
Аеродроми за међународни путнички саобраћај у Србији су аеродром Никола Тесла у Београду, аеродром Константин Велики у Нишу, аеродром Слатина у Приштини и аеродром Морава у Краљеву.
- Аеродром Никола Тесла
- Железнице Србије
- Ер Србија

### Туризам
Захваљујући бројним позитивним развојним трендовима туристичка делатност се сврстала међу најдинамичније и најпропулзивније привредне гране, са вишеструким мултипликативним ефектима (у периоду 1990—2000. године међународни туристички промет повећан је за преко 50%, док су укупни приходи увећани за скоро 80%). То туризму даје снажну генераторску функцију у широком спектру делатности, који се све више укључује у приоритете привредног развоја бројних рецептивних земаља и њихових појединих делова. У 2016-ој Србију је посетило 2.753.591 туриста од тога 46,54% страних који их је било за 13,22% више у односу на претходну годину. Највећи број страних туриста долази из земаља Балкана.
Сеоски туризам се у Србији третира као приоритетан у оквиру оних видова туризма који су везани за посебна интересовања (нарочито се потенцира развој еко-туристичких села на брдско-планинским подручјима, која нуде здраву средину, еколошку храну, угодан амбијент, активан одмор у природи, етнографске и друге културно-историјске вредности). У досадашњем развоју брдско-планинских села доминантну, а често и једину функцију привређивања имала је пољопривреда (углавном сточарство и ратарство).
Такође, у Србији су развијени и бањски, планински и урбани (градски) туризам.

## Образовање
По законима Србије, школовање је сваком доступно под једнаким условима.
Основно школовање је обавезно и траје осам година. Деца у основну школу полазе са навршених 6 или 7 година. После основне школе, долази до рачвања; неки ученици настављају средње школовање у гимназијама и ту 4 године стичу опште образовање, док други настављају образовање у средњим стручним школама, које такође трају четири године. Трећа опција су занатске школе на којима специјалистичко образовање (трговина, занати) траје три године.
Више и високо образовање се реализује на вишим школама, факултетима и уметничким академијама. Данас у Србији делује 7 државних и 7 приватних универзитета. Државни имају 84 факултета, а приватни 51 факултет. Постоји и пет самосталних приватних факултета ван универзитета. Државни универзитети Србије су: Универзитет у Београду, Универзитет у Новом Саду, Универзитет у Нишу, Универзитет у Крагујевцу, Универзитет у Новом Пазару, Универзитет у Приштини (садашње седиште у Косовској Митровици), Универзитет уметности у Београду. Универзитетски програми су прилагођени Болоњској декларацији, која предвиђа стицање диплома три нивоа: диплома основних студија, мастер и докторат.
За редовно школовање, које се финансира из јавних прихода буџета Републике Србије, грађани не плаћају школарину. Припадници националних мањина имају право на образовање на свом језику, у складу са законом.

### Развој науке и високог школства
Услови за развој науке и школства у Србији нису постојали за време турске владавине. Први покушај оснивања националног школства била је Велика школа из 1808, потпомогнута Србима из Аустрије. Тек у периоду 1835—1878. долази до институционализације просвете. Као наследник Лицеја 1863. је израсла Велика школа у Београду, а трансформисана је у Универзитет 1905. Оснивањем институција Народног музеја (1844) и Друштва српске словесности (1841), које је прерасло у Српску академију наука и уметности, остварени су услови за организовано бављење науком. Многи млади и талентовани Срби су у том периоду школовани у иностранству о трошку државе, да би се добили стручњаци за даљи развој.
У Аустрији, Срби су организовали Матицу српску (1826) као своју културну институцију. Касније је њено седиште пресељено из Пеште у Нови Сад. Прилике у Аустрији су биле знатно повољније за развој српског школства и науке.
Светски вредни научници из Србије су, између осталих: природњак Јосиф Панчић, географ Јован Цвијић, социолог Валтазар Богишић, биолог Иван Ђаја, математичар Михајло Петровић, астроном Милутин Миланковић, физикохемичар Павле Савић. Поред њих, многи српски научници су радили и стварали у иностранству. Такви су на пример Михајло Пупин, Никола Тесла и Гордана Вуњак Новаковић.
Током друге половине 20. века, у Србији су отворени научни институти за нуклеарне науке у Винчи и институт за инжењерство „Михајло Пупин”. Ово су данас два најзначајнија научна института у земљи.

### Здравство
Здравствени систем у Републици Србији организују и њиме управљају три најважније институције. Министарство здравља Републике Србије које одређује здравствену политику и доноси стандарде за рад здравствене службе. Министарство здравља је такође задужено за систем здравствене заштите, здравствено осигурање, очување и унапређење здравља грађана, здравствену инспекцију, надзор над радом здравствене службе и друге послове из области здравствене заштите. Институт за јавно здравље Србије „Др Милан Јовановић — Батут” је надлежан за прикупљање података о здравственом стању грађана и раду здравствених установа. Републички завод за здравствено осигурање финансира функционисање здравствене заштите на свим нивоима.
Прво историографско дело којим су обухваћене здравствене прилике и организација здравствене службе у Србији, и које се сматра каменом темељцем српске медицинске историографије, написао је на немачком језику др Емерих Линдемајер, странац који је свој цео радни век провео у Србији и био војни лекар српске војске. Три године касније, у Србији је одштампано и објављено и прво медицинско-историографско дело. Била је то прва књига Историје српског војног санитета др Владана Ђорђевића.
Једна од најзначајнијих здравствених установа у Србији је Војномедицинска академија у Београду. Годишње се на њој збрине око 30.000 пацијената (војних и цивилних осигураника), обави исто толико хируршких интервенција и више од 500.000 специјалистичких прегледа. Остале важне здравствене установе су: Клинички центар Ниш, Клинички центар Србије, КБЦ Др Драгиша Мишовић, Клинички центар Крагујевац и друге.

## Култура

### Уметност
На територији Србије постоје остаци културне заоставштине још из праисторије. Најпознатија неолитска култура на тлу Србије је култура Лепенског Вира. У Србији су се налазили раскошни царски градови и палате у доба позног Римског царства и ране Византије, чији се остаци могу видети у Сирмијуму, Гамзиграду и Царичином граду (Justiniana Prima).
Српски средњовековни споменици који су се очували до данас углавном су цркве и манастири. Већина ових споменика има фрескама украшене зидове. Најоригиналнији споменик српске средњовековне уметности је манастир Студеница (око 1190). Овај манастир је био модел за касније манастире Милешева, Сопоћани и Високи Дечани. Вероватно најпознатија српска средњовековна фреска је приказ „Мироноснице на гробу” (или Бели анђео) из манастира Милешева.
Иконосликарство је такође део српског средњовековног културног наслеђа.
Утицај византијске уметности се појачао након пада Цариграда у руке крсташа 1204, када су многи уметници утекли у Србију. Њихов утицај је видљив у изградњи цркве Богородица Љевишка, манастира Старо Нагоричане и манастира Грачаница.
Манастир Високи Дечани је саграђен између 1330. и 1350. За разлику од других српских манастира, овај је саграђен у романичком стилу под надзором мајстора Вите из Котора. На фрескама овог манастира налазе се 1.000 портрета који описују све најважније епизоде из Новог завета. У катедрали се налазе иконостас, игуманов престо и декорисани саркофаг краља Стефана III Дечанског.
Још један стил црквеног грађевинарства се развио у Србији крајем 14. века, и то у долини реке Велике Мораве (Моравска школа). Одлика овог стила је била богата декорација спољних црквених зидова. Фреске у манастиру Манасија приказују религијске сцене у којима учествују људи у српским средњовековним одорама.
За време турске владавине углавном је замрла уметничка активност у Србији. Барокне тенденције видљиве су код српских уметника са краја 18. века у јужној Угарској, као што су Теодор Крачун и Јаков Орфелин.
Многи млади уметници из новоустановљене српске државе 19. века су се школовали у иностранству, посебно у Француској и Немачкој, и донели су са собом авангардне стилове. Поред Париза и Минхена, Београд је био у првој половини 20. века један од центара импресионизма. Надежда Петровић је сликала у стилу фовизма, док је Сава Шумановић био под утицајем кубизма. Ипак у том периоду српско сликарство је обележио Паја Јовановић уз Уроша Предића.
Значајни српски сликари 20. века били су: Милан Коњовић, Марко Челебоновић, Петар Лубарда, Владимир Величковић, Љуба Поповић и Мића Поповић.
Србија је позната по сликарима наиве, као што су Јанко Брашић, Сава Секулић, Мартин Јонаш и Зузана Халупова. Словачко село Ковачица у Војводини је центар наивног сликарства.
Матица српска је најстарија књижевна, културна и научна институција српског народа, основана у Пешти 4/16. фебруара 1826. године. Потреба националне хомогенизације, просвећивања, као и издавања српских књига, били су основни разлози за формирање оваквог Друштва. Непосредни повод за оснивање Матице српске представљала је потреба за преузимањем Сербске летописи (каснијег Летописа Матице српске), најстаријег српског књижевног часописа и тада јединог српског гласила, коме је претило гашење. Галерија Матице српске баштини значајну колекцију српске и југословенске уметности.
Књижевно и културно друштво одиграло је огромну улогу у процвату науке и културе Срба у Војводини. Матица је 1864. пресељена у Нови Сад.

### Књижевност
Књижевност Србије обухвата целокупно књижевно стваралаштво на просторима Србије, почевши од прве појаве писмености, до савременог доба. У том смислу, књижевна баштина Србије обухвата стваралаштво на разним језицима, почевши од позноантичких дела на латинском и грчком, преко књижевности на старословенском и српском, до књижевних дела на језицима свих народности које живе у Србији.
Извори из античког периода сведоче да се већ у то време на подручју данашње Србије јављају први књижевни ствараоци на латинском или грчком језику, а један од њих је био и свети Никита Ремезијански (крај 4. и почетак 5. века).
Почетак српске писмености везује се за активност браће Ћирила и Методија на Балкану. Постоје споменици ране српске писмености из 11. века, писани глагољицом. Већ у 12. веку, појављују се текстови писани ћирилицом. Из ове епохе је најстарија ћириличка књига српске редакције, јеванђеље захумског кнеза Мирослава, брата Стефана Немање. Мирослављево јеванђеље је и најстарија и најлепше илустрована српска књига средњег века.
За време турске владавине у Србији се развијала усмена лирска и епска књижевност. Значајнија остварења српске књижевности у овом историјском периоду могу се пронаћи у делима писаца из Дубровника и Боке Которске.
Писци епохе барока и барокних тенденција су Захарије Орфелин, Гаврил Стефановић Венцловић, гроф Ђорђе Бранковић и Андрија Змајевић. У другој половини XVIII века активни су писци Периода просветитељства. Главни представник ове епохе је Доситеј Обрадовић а други значајни аутори су Павле Јулинац, Емануило Јанковић, Вићентије Ракић, Атанасије Стојковић, Алексије Везилић и Павле Соларић. Најзначајнија дела периода класицизма написали су Лукијан Мушицки, Јоаким Вујић и Јован Стерија Поповић.
У доба националног препорода, током прве половине 19. века, Вук Стефановић Караџић је превео Нови завет на српски народни језик и реформисао српски језик и правопис. Тиме је ударен темељ српској књижевности новијег времена. Најзначајнији српски песници 19. века били су Бранко Радичевић, Петар Петровић Његош, Лаза Костић, Ђура Јакшић и Јован Јовановић Змај. У 20. веку примат имају прозни писци: Иво Андрић, Исидора Секулић, Милош Црњански, Меша Селимовић, Добрица Ћосић, Борислав Пекић, Данило Киш, Александар Тишма. Вредна песничка достигнућа остварили су: Милан Ракић, Јован Дучић, Десанка Максимовић, Миодраг Павловић, Мирослав Антић, Бранко Миљковић и Васко Попа.
У последњој деценији 20. века и у првој деценији 21. века, најзначајнији су аутори: Давид Албахари, Милорад Павић, Горан Петровић, Светлана Велмар-Јанковић, Владислав Бајац, Зоран Живковић и Светислав Басара.
Поред стваралаштва на српском језику, књижевност Србије обухвата и стваралаштво на мањинским језицима, као што су: албански, бошњачки, мађарски, румунски, словачки, буњевачки, хрватски и други.

### Музика
Србија има дугу традицију фолклора и народне музике. Игра групе плесача, под именом коло, је најомиљенији вид фолклора у Србији и разликује се од региона до региона. Најпопуларнија кола су ужичко коло и моравац. У 19. веку и раније, карактеристични народни инструменти су биле гусле и фрула, док су у Војводини коришћене тамбуре и гајде. Знатно касније, а и данас, главни инструменти у новокомпонованој народној музици су хармоника и виолина. Трубачки оркестри су веома популарни у Србији. Фестивал трубача у Гучи је централна манифестација ове врсте музике. Један од најпознатијих мајстора трубе Србије је Бобан Марковић. Период турске власти оставио је оријентални траг у музици целог Балкана, па и Србије. Приметан је и утицај ромске музике. Од деведесетих долази до етаблирања турбо-фолка.
Најзначајнији српски композитор класичне музике био је Стеван Стојановић Мокрањац (1856—1914). Он је био и музиколог, сакупљач народне музике и директор прве музичке школе у Србији. Његово најпознатије музичко дело су хорске песме Руковети. Остали значајни српски композитори су: Корнелије Станковић, Стеван Христић и Станислав Бинички. Корнелије Станковић се сматра првим српским композитором због тога што је први темељно образован музичар српске народности и што је неговањем фолклорног напева оснивач тзв. националног правца у српској музици (романтичарска идеологија). Сачувао је од заборава многе српске народне мелодије, а његова дела су више хармонизације него уметничке обраде. Своје записе народних мелодија штампао је у 6 свезака под називом Српске народне песме. Љубицу Марић, Петра Коњовића, Јосифа Маринковића и Исидора Бајића су такође дали велики допринос развоју уметничке музике у Србији.
Прве најаве онога што се данас зове етно музиком или светском музиком у Србији датирају из шездесетих година прошлог века. Поникле су у џез музици, а Балкански џез, био је израз који су џез музичари употребили када су покушали да дају назив ономе што је произашло из коришћења традиционалних мотива у џез музици. Седамдесетих година, на етно не остају имуни ни рок музичари. Велике југословенске групе попут Смака, Корни групе,  групе, групе Леб и сол, убацују ритмове и мотиве традиционалне музике Балкана у своје песме. Потенцијал традиционалне музике, можда је у то време највише искористило Бијело дугме. Пастирски рок, тада водећи музички магазин Југославије, Џубокс, овако је одредио етно звук у рок музици. Ипак, џезери су означили почетак светске музике у Србији. Албум Изворни фолклор и џез, Бранислава Лале Ковачева и гостујућих музичара, снимљен 1987. године узима се за догађај који је одредио дефинитиван настанак етно музике у нашој земљи. На овој плочи са Ковачевим су сарађивали Војин Драшкоци, Влатко Стефановски и други музичари. Али, њихова слава ни изблиза није постигла димензије које је постигао Горан Бреговић деведесетих година снимајући музику за филм Краљица Марго. Балкански ритмови и мотиви у музици Горана Бреговића компонованој за овај и за филмове Дом за вешање и Подземље, досегли су планетарни успех. Бреговић je стекао је међународну популарност својом музиком обојеном етномузичким мотивима
Најважнији представници српске народне музике су: певачи Предраг Цуне Гојковић, Предраг Живковић Тозовац, Тома Здравковић, Оливера Катарина, Лепа Лукић, Василија Радојчић, Мирослав Илић и Шабан Шаулић, као и композитори Милутин Поповић-Захар, Радослав Граић, Драган Александрић. Ту су још Звонко Богдан и Јаника Балаж чија је музика везана за музичке традиције севера земље, а у новије време и група Легенде. Многи српски певачи су популарни у целој југоисточној Европи, као на пример: Лепа Брена, Светлана Ражнатовић — Цеца, Жељко Јоксимовић, Индира Радић и Драгана Мирковић.
У забавној и поп музици, велике звезде естраде са простора Србије (тада као дела Југославије) били су Ђорђе Марјановић и Лола Новаковић. Истакнути представници српске забавне музике су Корнелије Ковач, Ђорђе Балашевић и Здравко Чолић.
Рок групе су се појавиле у Србији крајем 1960-их. Велику популарност су постигле 1980-их, са групама новог таласа: Идоли, Електрични оргазам, Смак и Екатарина Велика. У то време, а и данас, активне су групе Рибља чорба,  група, Бајага и Инструктори и Ван Гог. Сличном врстом музике баве се Биљана Крстић, Слободан Тркуља & Балканополис и Неле Карајлић са групом No Smoking Orchestra.
Србија је победила на такмичењу за Песму Евровизије 2007. у Хелсинкију са песмом „Молитва” у извођењу поп-певачице Марије Шерифовић. Жељко Јоксимовић је на Евросонгу заузео друго односно треће место и радио је на неколико других евровизијских композиција.

### Архитектура
У средњем веку српска архитектура доживљава велики успон и процват. Српски архитектонски споменици сакралне архитектуре који су се развили у 12, 13. и 14. веку имају велики значај и светску репутацију.
Рашки стил у српској архитектури током средњег века, обухвата временски период од седме деценије XII до краја XIII века, док се као гранични примери узимају Немањини Ђурђеви ступови (око 1170) за почетак епохе односно Драгутинова црква светог Ахилија у Ариљу (око 1296). Рашки стил је добио посебан назив и оригинални је домет српских архитеката који су створили промену у архитектури црквених објеката, што је резултовало успостављањем посебног стила у сакралној архитектури по коме су постали познати у свету. Најстарије цркве из доба Немањића су се угледале на источне узоре са романичком спољашњом обрадом и такве су углавном све цркве до доба краља Милутина (1282—1321), а карактерише их основа у облику једнобродне грађевине, а на њима је наглашен ефекат маса.
Моравски стил у српској архитектури током средњег века, обухвата временски период од седме деценије XIV (често се као преломни догађај узима Маричка битка 1371) до 1459. године односно до пада Србије под османлијску власт, док симболички почетак епохе означава Лазарево подизање Раванице (1375—1377) и Лазарице (1377—1388). Сам стил је назив добио по реци Морави у чијем сливу су подизани сакрални објекти.
У савременој архитектури преовлађују еклектички стилови неоренесансе и необарока, а видљиве су и тежње за стварањем националног архитектонског израза, што је остварено кроз Српско-византијски стил (модерни). Најзначајнији архитекти тог времена су били Чех Јан Неволе, Александар Бугарски, Андрија Вуковић, Коста Шретловић, Коста Јовановић, Јован Илкић, Момир Коруновић и Светозар Ивачковић, који су владали до појаве нових снага чије су идеје биле везане за сецесију и од њих су значајнији Бранко Таназевић и Никола Несторовић.
Од 1950. године развој српске архитектуре, односно архитектуре у Југославији бележи веома напредне резултате и то у већој мери него што је то забележено у осталим земљама источне Европе. Ничу велики спортски објекти, саграђене су сајмишне зграде у Београду Милорада Пантовића, музеји Вјенцеслава Рихтера и многи други значајни објекти.

### Позориште и филм
Српско позориште има дугу традицију, а његовим оснивачем сматра се Јоаким Вујић, који је 1835. године у Крагујевцу основао Књажевско-српски театар. Према подацима из 2024. године, у Србији је активно 97 позоришта, од чега 37 професионалних, 47 аматерских и 13 дечијих.
Значајни српски драмски писци који су обележили XIX век су Јован Стерија Поповић и Коста Трифковић, док је XX век обележио Бранислав Нушић. У Београду се од 1967. године одржава БИТЕФ, међународни фестивал нових позоришних тенденција. Традиционално значајне позоришне куће у Србији су Народно позориште у Београду, Атеље 212, Југословенско драмско позориште у Београду и Српско народно позориште у Новом Саду. Међу позоришним ствараоцима који су значајно утицали на српски театар последњих деценија издвајају се редитељи и управници Бојан Ступица и Мира Траиловић, као и театролог Јован Ћирилов. Од драмских писаца новијег доба значајни су Александар Поповић, Душан Ковачевић, Љубомир Симовић и Биљана Србљановић.
Српска филмска уметност има богату историју и сматра се једном од значајнијих у источној Европи. Пре Другог светског рата у Србији је произведен мањи број филмова, а први српски играни филм био је "Живот и дела бесмртног вожда Карађорђа" из 1911. године. У послератном периоду, у оквиру југословенске кинематографије, српски редитељи постижу међународне успехе. Истичу се аутори "Црног таласа" попут Александра Петровића, Душана Макавејева и Живојина Павловића, као и Желимир Жилник (добитник Златног медведа на Берлинском филмском фестивалу). Касније генерације доносе успехе редитеља као што су Слободан Шијан, Горан Марковић, Горан Паскаљевић. Емир Кустурица је један од најнаграђиванијих српских филмских редитеља, добитник две Златне палме на Канском фестивалу.
Значајни филмски фестивали у Србији су ФЕСТ у Београду, Фестивал европског филма Палић, Филмски сусрети у Нишу и Кустендорф.
Српско глумиште обележили су бројни истакнути глумци. У првој половини XX века значајне улоге остварили су Чича Илија Станојевић, Жанка Стокић и Добрица Милутиновић. Послератну генерацију и касније деценије обележили су глумци попут Миодрага Петровића Чкаље, Павла Вуисића, Зорана Радмиловића, Љубе Тадића, Данила Бате Стојковића, Бате Живојиновића, Драгана Николића и Милене Дравић.

### Светска баштина
Организација Уједињених нација за образовање, науку и културу (УНЕСКО) уврстила је неколико локалитета из Србије на своју Листу светске баштине, препознајући њихову изузетну универзалну вредност за човечанство. Ови локалитети представљају кључни део културног и историјског наслеђа Србије.
На листи се налазе следећа културна добра:
- Стари Рас са Сопоћанима (уписан 1979. године): Овај комплекс обухвата средњовековну престоницу Рас, манастир Сопоћани са светски познатим фрескама из XIII века, Петрову цркву (која датира из IX-X века и сматра се једном од најстаријих цркава у Србији) и манастир Ђурђеви ступови.[163]
- Манастир Студеница (уписан 1986. године): Задужбина Стефана Немање из XII века, представља један од највећих и најзначајнијих српских манастира. Познат је по архитектури рашке школе и вредним фрескама из XIII и XIV века, укључујући и Студеничко распеће.[164]
- Средњовековни споменици на Косову (уписани 2004, проширени 2006. године): Обухватају манастир Високи Дечани, Пећку патријаршију, манастир Грачаницу и цркву Богородица Љевишка у Призрену. Ови споменици су примери врхунске српске средњовековне сакралне архитектуре и сликарства византијско-романичког стила. Од 2006. године налазе се на Листи светске баштине у опасности.[165]
- Гамзиград-Ромулијана, Галеријева палата (уписана 2007. године): Касноантичка римска царска палата и меморијални комплекс који је подигао цар Галерије крајем III и почетком IV века у близини данашњег Зајечара. Локалитет је познат по добро очуваним фортификацијама, остацима палате, храмова и изузетним подним мозаицима.[166]
- Стећци, средњовековни надгробни споменици (уписани 2016. године): Ово је транснационално добро које Србија дели са Босном и Херцеговином, Хрватском и Црном Гором. Стећци су монументални средњовековни надгробни споменици карактеристични за овај регион. У Србији су заштићени стећци на три локалитета: Перућац (општина Бајина Башта), Растиште (општина Бајина Башта) и Хрта (општина Пријепоље).[167]

### Фестивали
У Србији се организује велики број културних фестивала који покривају различите уметничке области и традиције, привлачећи како домаћу тако и међународну публику.
Србија је домаћин неких од најпознатијих музичких фестивала у региону. Међународни музички фестивал Егзит (Exit), који се одржава на Петроварадинској тврђави у Новом Саду, стекао је светску славу. Сабор трубача у Гучи јединствена је манифестација изворне народне музике и трубаштва са дугом традицијом. Поред њих, Нишвил џез фестивал у Нишу је међународно признат догађај.
У области уметничке музике, најстарији и најзначајнији фестивал су Београдске музичке свечаности (БЕМУС), док се у Новом Саду одржавају Новосадске музичке свечаности (НОМУС). Мокрањчеви дани у Неготину посвећени су хорској музици и делу Стевана Мокрањца, а у Нишу се организује међународни хорски фестивал „Хорске свечаности”.
Београдски интернационални театарски фестивал (БИТЕФ) представља један од кључних европских фестивала нових позоришних тенденција. Стеријино позорје у Новом Саду је најважнији фестивал домаћег драмског стваралаштва и позоришне уметности. У Крагујевцу, при Књажевско-српском театру, одржава се ЈоакимИнтерФест, међународни позоришни фестивал малих сцена.
На пољу филмске уметности, најистакнутији фестивал је ФЕСТ који се почетком сваке године одржава у Београду. Други значајни филмски фестивали укључују Фестивал филмског сценарија у Врњачкој Бањи (од 1977. године), Фестивал европског филма Палић, Филмске сусрете у Нишу, као и Кустендорф филмски и музички фестивал.
Међу осталим манифестацијама од великог културног значаја у Србији издвајају се Београдски сајам књига, који представља највећу изложбу књига у југоисточној Европи, и Вуков сабор у Тршићу, најстарија и најмасовнија културна манифестација у земљи.

### Гастрономија
Кухиња Србије је хетерогена и одражава бурну историју земље, са јаким утицајима византијско-грчке (медитеранске), оријенталне (турске) и аустроугарске (посебно у Војводини) кулинарске традиције. Спремање хране и гостопримство чине важан део српске традиције и културе. У Србији је уобичајено обедовање три пута дневно (доручак, ручак и вечера), при чему се ручак сматра најважнијим и често најобимнијим оброком.
Исхрана се не поистовећује само са уношењем хранљивих материја, већ у ширем смислу представља и уживање у трпези, окупљање породице и пријатеља. Националну кухињу чине избор локалних намирница, специфични начини припреме јела, као и амбијент и начин сервирања хране.
У традиционалним српским селима, кухиња (често називана „кућа”) са централним огњиштем била је средиште породичног живота. Користило се дрвено, земљано, а у богатијим кућама и бакарно посуђе. Хлеб се традиционално правио од пшеничног или кукурузног брашна.
Нека од најпознатијих јела српске кухиње укључују:
- Јела са роштиља: Ћевапи, пљескавица, ражњићи, вешалица. Лесковачки роштиљ је посебно познат.
- Кувана јела: Сарма (од киселог купуса или виновог листа), пуњене паприке, пасуљ, грашак, мусака, подварак, свадбарски купус.
- Печења: Прасеће и јагњеће печење су неизоставни део свечаних трпеза.
- Пите и гибанице: Разне врсте сланих и слатких пита од домаћих кора (нпр. гибаница са сиром, бурек, пита са месом, кромпиром, вишњама, јабукама).
- Млечни производи: Кајмак и различите врсте сирева (нпр. сјенички, златарски, хомољски) имају посебно место.
- Ајвар: Намаз од печене паприке, често припреман као зимница.
- Проја и Качамак.

Од пића, најпознатија је ракија, традиционално жестоко алкохолно пиће, најчешће од шљиве (шљивовица), али и од другог воћа (крушка, кајсија, дуња, грожђе - лозовача). Србија има и дугу традицију виноградарства и производње вина, са неколико познатих винских региона (нпр. Жупа, Сремски Карловци, Опленац, Неготинска Крајина).
Сваки регион Србије има своје гастрономске специфичности, што доприноси укупном богатству и разноликости националне кухиње.

## Спорт
Популарни спортови у Србији су: фудбал, кошарка, ватерполо, одбојка, рукомет и тенис.
Србија се први пут појавила на Олимпијским играма 1912. Након тога, спортисти Србије су били део тима Краљевине СХС/Југославије/СФРЈ и Србије и Црне Горе. Резултати репрезентативаца државне заједнице Србије и Црне Горе из периода 1992—2006. се рачунају као резултати спортских савеза Србије. Од 2006, односно ОИ 2008, спортисти из Србије наступају као репрезентативци Србије.
Најпознатија спортска друштва у Србији су ЈСД Партизан и СД Црвена звезда. Највећи успех клупског фудбала у Србији био је 1991. када су фудбалери Црвене звезде освојили Куп европских шампиона и Интерконтинентални куп. Највећи успех у кошарци остварили су кошаркаши Партизана, који су били прваци Европе 1992. Ватерполисти Партизана су седмоструки клупски прваци Европе, док су ватерполисти Црвене звезде ово такмичење освојили 2013.
Фудбалска репрезентација Србије је наступала под различитим именима и највеће успехе је остварила као Фудбалска репрезентација Југославије. ФИФА признаје Србију за легитимног наследника свих претходних репрезентација. На Светским првенствима је два пута долазила до полуфинала, на Европским првенствима је два пута освојила сребрну медаљу (1960. и 1968), а на Олимпијским играма је освојила укупно пет медаља укључујући златну на ОИ 1960 у Риму. Под именом Србија наступила је на три Светска првенства 2010, 2018. и 2022, а једном је изборила пласман на Европско првенство 2024. године.
Кошаркашка репрезентација Србије је освојила две златне медаље на светским првенствима 1998. и 2002. На европским првенствима освојили су три прва места (1995, 1997, 2001). Женска кошаркашка репрезентација Србије освојила је златну медаљу на Европском првенству 2015. и 2021, а на Олимпијским играма 2016. у Рију су освојиле бронзану медаљу. Године 2012. је одржано прво Светско првенство у баскету 3 на 3, на којем је репрезентација Србије освојила злато, а на наредном, две године касније, сребрну медаљу. Српска баскеташка репрезентација је на Олимпијским играма у Токију 2020. освојила бронзану медаљу.
Одбојкашка репрезентација Србије је на Олимпијским играма 2000. у Сиднеју и на Европском првенству 2001, 2011. и 2019. освојила златну медаљу. Женска одбојкашка репрезентација Србије је освојила златну медаљу на Европском првенству 2011, 2017. и 2019, као и златне медаље на Светским првенствима 2018. и 2022. године. Ватерполо репрезентација Србије (СР Југославије, Србије и Црне Горе) је 2005, 2009. и 2015. освојила светско првенство. Европско првенство је освајано 2001, 2003, 2006, 2012, 2014. и 2016 (као домаћин). На Олимпијским играма 2016. у Рију и 2020. у Токију ватерполисти су освојили златне медаље.
Најуспешнији тенисер Србије је Новак Ђоковић, освајач 24 гренд слем трофеја у појединачној конкуренцији и освајач златне медаље на Олимпијским играма 2024. у Паризу. Ђоковић је освајач свих девет АТП Мастерса из 1000 серије, те је тако остварио Златни мастерс и постао први и до сада једини играч који је освојио све турнире из те категорије. Ђоковић је провео највише недеља као број 1 на АТП листи у историји тениса и држи рекорд са осам завршених година као први тенисер света. Слободан Живојиновић и Ненад Зимоњић су били први на листи играча у конкуренцији парова. Мушка репрезентација Србије је освојила трофеје Дејвис купа 2010. године и АТП купа 2020. Најуспешније тенисерке Србије су Ана Ивановић (освајачица турнира Ролан Гарос 2008) и Јелена Јанковић. У време док је наступала за СФРЈ, Моника Селеш је освојила осам гренд слем трофеја.
Српски спортисти су имали успеха и у борилачким вештинама. Милица Мандић је у теквондоу освојила злато на Летњим олимпијским играма 2012. године што је прва освојена златна медаља откако Србија учествује као самостална држава. Рвач Давор Штефанек је четири године касније освојио злато на Олимпијским играма у Рију у категорији грчко римски стил. Боксер Слободан Качар освојио је златну медаљу на Олимпијади у Москви 1980. Олимпијске медаље освојили су: Тадија Качар 1976. Монтреал, сребрну, Звонко Вујин 1968. Мексико и 1972. Минхен бронзане, као и Мирко Пузовић 1984. Лос Анђелес, бронзану и Азис Салиху 1984. бронзану медаљу. Јована Прековић је освојила златну медаљу у каратеу на Олимпијским играма у Токију 2020. Српска борилачка вештина самоодбране, реални аикидо, основана је од стране Љубомира Врачаревића, (једини из Србије са титулом 10. дан – соке).
Јасна Шекарић је освојила златну медаљу у стрељаштву (дисциплина ваздушни пиштољ 10 m) на Олимпијским играма 1988, још 4 олимпијске медаље у периоду 1988—2004, три светска и четири европска првенства. Ивана Шпановић је најуспешнија атлетичарка Србије, освојила је медаље на готово свим такмичењима у скоку удаљ. Највећи успех у каријери је остварила на Олимпијским играма 2016. у Рио де Жанеиру када је узела бронзану медаљу. На Светском првенству 2013. године у Москви освојила је бронзану медаљу што је била и прва медаља за Србију на светским првенствима у атлетици, а на Европском првенству у дворани 2017. године је поставила национални рекорд и трећи резултат свих времена. Пливач Милорад Чавић је светски првак на 50 m делфин и бивши светски рекордер у дисциплини 100 m делфин стилом, у којој је освојио сребрне медаље на олимпијским играма и светском првенству у тркама које је обележило ривалство с америчким пливачем Мајкл Фелпсом.
Шах се вероватно играо већ у средњевековној Србији. У модерном периоду, образовани Срби су играли шах још почетком 19. века. Најбоље резултате шахисти бележе у периоду 1950-1980, када је освојено 15 олимпијских медаља. На европским екипним турнирима југословенска репрезентација, састављена углавном од шахиста Црвене звезде и Партизана, шест пута је била вицешампион Европе, иза СССР. Мушки тим Србије однео је победу на Европском тимском такмичењу 2023. године. Женски клубови су имали запажене резултате на међународној сцени, тријумфујући 5 пута у Купу европских шампиона. Алиса Марић, Наташа Бојковић и селектор Борислав Ивков су освојили сребрну медаљу на Европском екипном првенству у Батумију 1999. Шахисти су побеђивали на неколико стотина врхунских међународних турнира. Светозар Глигорић крајем 50-их, а Љубомир Љубојевић 1983. били су најбољи шахисти света ван СССР. Омладински прваци света су били: Борислав Ивков (Бирмингем, 1951.), Наташа Бојковић (Мамаја, 1991.) и Игор Миладиновић (Каликут, 1993).
Након осамостаљења Србије до титуле светских шампиона, поред Милице Мандић, Давора Штефанека и Јоване Прековић, који су уједно били и олимпијски шампиони, долазили су у пливању Нађа Хигл, у стрељаштву Зорана Аруновић, у кајаку Небојша Грујић / Марко Новаковић и Миленко Зорић / Марко Томићевић, у џудоу Немања Мајдов, у теквондоу Вања Станковић, у атлетици (у дворани) Ивана Шпановић, а у рвању Виктор Немеш, Мате Немеш, Али Арсалан, Себастијан Нађ и Зураб Датунашвили.
Србија је била домаћин ЕП у кошарци 1961, 1975. и 2005, СП у воденим спортовима 1973, СП у рукомету за жене 1973. и 2013, ЕП у фудбалу 1976, Шаховске олимпијаде 1990, ЕП у кошарци 2005, ЕП у одбојци 2005, ЕП у ватерполу 2006. и 2016, Летње универзијаде 2009, ЕП у одбојци за жене 2011. и 2017, ЕП у рукомету 2012, ЕП у рукомету за жене 2012, ЕП у футсалу 2016, ЕП у атлетици у дворани 2017, Фајнл Фор Евролиге 2018. и 2022, ЕП у кошарци за жене 2019, и СП у атлетици у дворани 2022. Сваке године се одржавају масовни спортски догађаји Београдски маратон и бициклистичка Трка кроз Србију, док се од 2009. године одржава тениски АТП турнир Отворено првенство Србије. Током Израелско-палестинског сукоба (2023), најбољи израелски фудбалски и кошаркашки клубови играли су, из безбедносних разлога, своје такмичарске утакмице у Београду.

## Државни празници
Државни празници у Републици Србији су дефинисани Законом о државним и другим празницима у Републици Србији.
| Датум             | Назив празника                                                                          | Напомене     |
| ----------------- | --------------------------------------------------------------------------------------- | ------------ |
| 1. и 2. јануар    | Нова година                                                                             | Нерадни дани |
| 7. јануар         | Божић                                                                                   | Нерадни дан  |
| 27. јануар        | Свети Сава                                                                              | Радни дан    |
| 15. и 16. фебруар | Сретење — Дан државности Србије                                                         | Нерадни дани |
| 22. април         | Дан сећања на жртве холокауста, геноцида и других жртава фашизма у Другом светском рату | Радни дан    |
| Покретни празник  | Васкршњи празници (Велики петак, Васкрс и Васкршњи понедељак)                           | Нерадни дани |
| 1. и 2. мај       | Празник рада                                                                            | Нерадни дан  |
| 9. мај            | Дан победе                                                                              | Радни дан    |
| 28. јун           | Видовдан                                                                                | Радни дан    |
| 21. октобар       | Дан сећања на српске жртве у Другом светском рату                                       | Радни дан    |
| 11. новембар      | Дан примирја у Првом светском рату                                                      | Нерадни дан  |

Поред наведених празника, запослени имају право да не раде за одређене верске празнике, и то:
- Православци — на први дан крсне славе;
- Католици и припадници других хришћанских верских заједница — на први дан Божића и у дане Ускршњих празника почев од Великог петка закључно са другим даном Ускрса, према њиховом календару;
- Припадници исламске заједнице — на први дан Рамазанског бајрама и први дан Курбанског бајрама;
- Припадници јеврејске заједнице — на први дан Јом кипура.

## Галерија
- Канал Дунав—Тиса—Дунав
- Овчарско-кабларска клисура
- Велики бук (Лисине)
- Проклетије
- Лептерија
- Стопића пећина
- Прскало
- Росомачки лонци, Стара планина
- Кућица на Дрини
- Кањон реке Јерме
- Таорска врела
- Манастир Грачаница
- Манастир Манасија
- Бачка тврђава
- Арача
- Палата правде у Зрењанину
- Зграда општинских институција града Сомбора
- Градска кућа у Новом Саду
- Споменик ибарским јунацима у Првом светском рату
- Црква Светог Ђорђа на Опленцу
- Рајхл палата у Суботици
- Зграда Универзитета у Нишу
- Спомен-парк Бубањ